# Histoire de la Tunisie pendant la Première Guerre mondiale
Première Guerre mondiale
Batailles
Bataille de la Fosse-à-l'Eau
Première bataille d'Ypres
Bataille de Verdun (1916)
Bataille de la Somme
Bataille de Verdun (1917)
Bataille du Chemin des Dames
Sa situation de protectorat français explique l'histoire de la Tunisie pendant la Première Guerre mondiale. Depuis la signature du traité du Bardo en 1881, le ministre de la Guerre du pays est un général français et le bey de Tunis accepte de signer l'ordre de mobilisation de l'armée tunisienne bien que la régence de Tunis reste officiellement neutre pendant le conflit.
Plus de 62 000 soldats tunisiens sont envoyés sur le front et principalement répartis dans trois unités : le 4e régiment de tirailleurs tunisiens (4e RTT), le 8e régiment de tirailleurs tunisiens (8e RTT) et le 4e régiment mixte de zouaves et tirailleurs. Leur courage au combat explique les nombreuses décorations décernées aux régiments pendant la durée du conflit : Croix de guerre 1914-1918, croix de la Légion d'honneur, fourragère aux couleurs du ruban de la Médaille militaire et fourragère aux couleurs de la Légion d'honneur. Dans le même temps, plus de 24 000 Tunisiens sont envoyés dans les champs et les usines françaises remplacer les soldats français partis se battre.
Des combats éclatent dans le Sud tunisien lorsque les armées italiennes sont chassées de Libye par le soulèvement des tribus locales appuyées par des officiers ottomans qui encouragent les tribus tunisiennes à suivre leur exemple. Au terme de deux années d'affrontements, le développement de l'aviation aide l'armée française à reprendre l'avantage à partir de 1916.
À la fin du conflit, les pertes humaines des soldats tunisiens sont estimées entre 10 500 et 10 700 hommes. Les négociations de paix donnent l'occasion aux nationalistes tunisiens dirigés par Abdelaziz Thâalbi de faire entendre leur voix. Le succès de leurs démarches les incite à créer le premier parti nationaliste, le Destour.

## Situation à la veille de la guerre

### Conscription en Tunisie

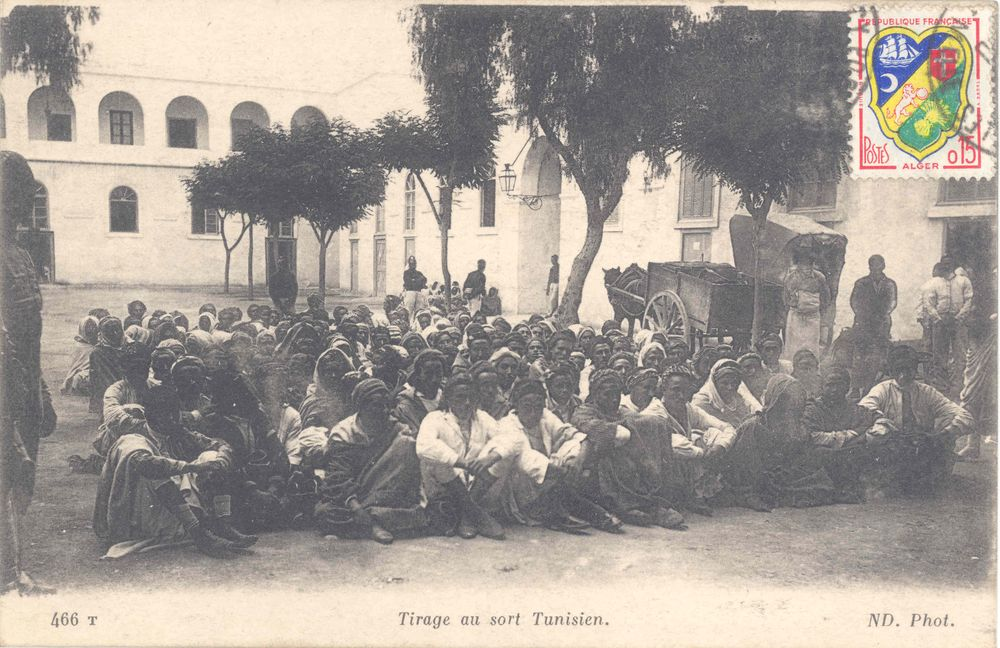
Tirage au sort de conscrits au début du XXe siècle.

La conscription existe en Tunisie dès 1860, la durée du service militaire est alors fixée à huit ans. L'instauration du protectorat français fait évoluer cette durée. À partir de 1900, la Tunisie est soumise à un recrutement qui porte le service à trois ans dans l'armée d'active. Les hommes libérés chaque année du service actif sont remplacés par voie de tirage au sort par des jeunes de 19 à 21 ans, dont le nombre est fixé par décret (4 212 avant la guerre). Cependant, les exemptions sont nombreuses (étudiants, religieux, cheikhs, caïds, khalifas, Tunisois, gardiens de phare, etc.). De plus, il est possible de se faire exempter en payant le prix du remplacement fixé par décret à 1 000 francs avant la guerre,. C'est pourquoi le recrutement ne touche en général que 10 % des recrues potentielles. La classe 1916, par exemple, compte 2 611 mobilisés sur 26 364 appelés.
En cas de mobilisation, les sept dernières classes libérées sont rappelées.
Ces règles ne s'appliquent qu'aux Tunisiens musulmans. Les Tunisiens israélites sont exemptés de service militaire. Quant aux Français résidant en Tunisie, les règles de mobilisation sont les mêmes qu'en métropole ; la durée du service militaire est également de trois ans et tous les hommes âgés de 20 à 48 ans sont mobilisés.

### Situation diplomatique de la Tunisie
Au moment du déclenchement des hostilités, la position diplomatique de la Tunisie est très ambiguë. La Tunisie n'a jamais déclaré la guerre aux empires centraux et reste donc un pays neutre. De plus, le décret du 3 avril 1904 n'ordonne l'appel de la réserve que pour la défense du territoire. Toutefois, d'après les accords du protectorat, le ministre tunisien de la Guerre est un général français et Naceur Bey accepte de signer l'ordre de mobilisation. Les soldats tunisiens partent donc sur le sol français. On contourne la difficulté en conservant à ces régiments le nom de régiment de tirailleurs algériens qu'ils ont depuis 1884 bien que composés de soldats tunisiens et de cadres français.
Cette situation ambiguë est mise à profit par les alliés, puisqu'en 1916 l'Allemagne se plaint auprès du bey de Tunis que trop de bateaux en Méditerranée portent le pavillon tunisien.

## Mobilisation

### Soldats

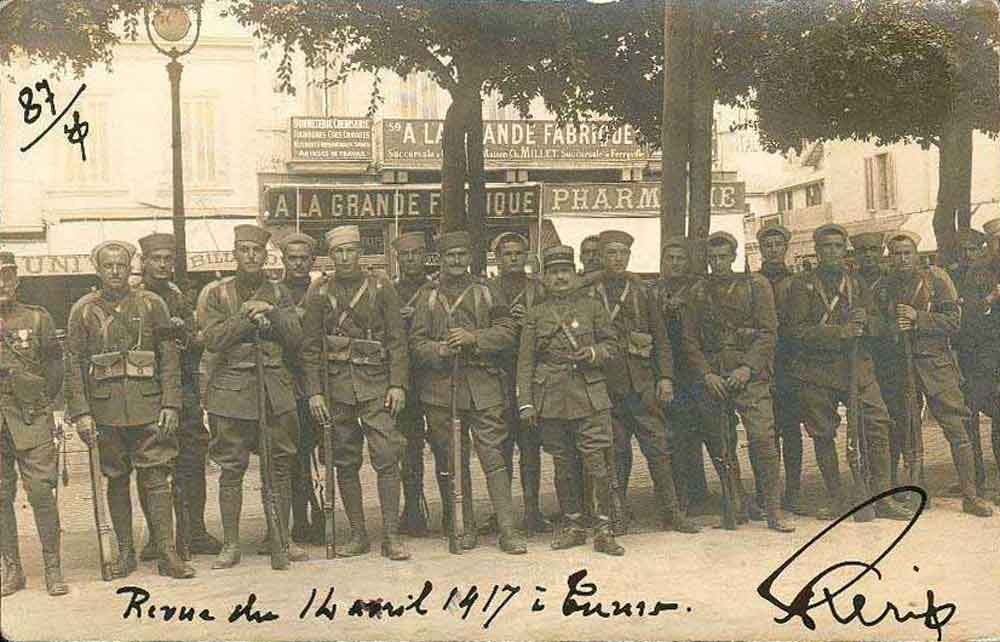
Militaires rassemblés à l'occasion d'un défilé, le 14 avril 1917 à Tunis.

Dès la déclaration de guerre, le 1er août 1914, les sept classes de réservistes tunisiens (classes 1904 à 1911) sont rappelées en vertu du décret du 3 avril 1904. Par excès de zèle, un nouveau décret est promulgué le 9 août 1914 convoquant également les classes 1901 à 1903, ce qui porte à 26 071 le nombre de soldats mobilisés. L'espoir d'une victoire rapide explique le peu d'opposition à cette mobilisation irrégulière mais les revers des combats d'août 1914 soulèvent un fort mécontentement chez ceux qui ont survécu à la retraite de Charleroi. Les récits des blessés qui reviennent du front affolent ceux qui doivent partir. Le 30 septembre 1914, les 1 000 tirailleurs tunisiens qui doivent embarquer s'opposent à leur mise en route et oblige le commandement à surseoir à leur départ. En novembre 1914, des soldats se mutinent à Bizerte et sont fusillés,. On prend alors la décision de suspendre toutes les permissions le temps de faire partir vers la France tous les réservistes mobilisés. Les classes 1901 à 1903 sont finalement renvoyées chez elles en 1915.
Les premiers témoignages des rescapés sont accablants. Une correspondance du résident général de France, Gabriel Alapetite, datée du 15 janvier 1915 confirme que « les récits faits par des officiers français corroborent largement ce que disent les indigènes », à savoir que leurs régiments sont sacrifiés en tête d'attaque pour préparer la voie aux régiments français.
Bien que la métropole réclame toujours plus de soldats, Alapetite refuse le 25 octobre 1916 de modifier la loi sur la conscription afin d'éviter une rébellion ouverte ; le contingent ne dépasse pas 2 600 hommes par an pendant les premières années de la guerre (classe 1914 : 2 825 hommes ; classe 1915 : 2 423 hommes ; classe 1916 : 2 611 hommes).

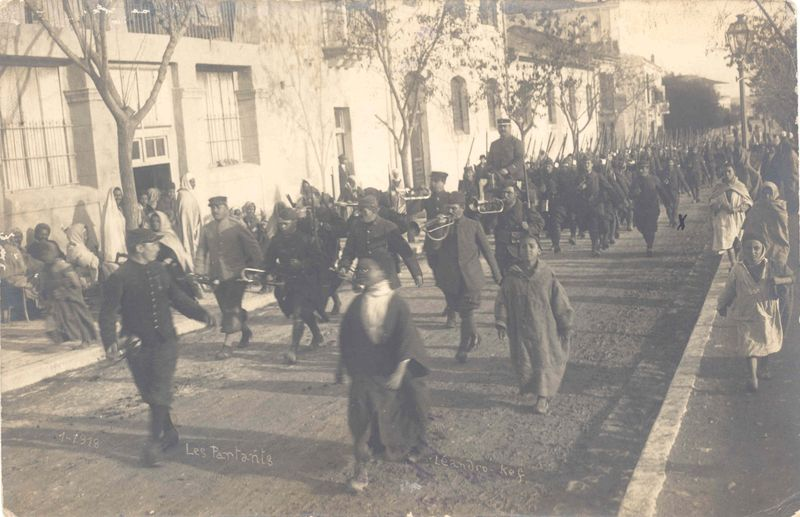
Défilé au Kef en janvier 1918 avant le départ au combat.

Tous les moyens sont bons pour échapper à la guerre. De nombreux parents inscrivent leurs enfants au certificat d'études primaires, gage d'une exemption. Mais le plus sûr moyen est le rachat ou « remplacement » pour 1 200 francs en 1916, sans compter les bakchichs qu'il faut verser au caïd ou au cheikh. Celui de Bizerte, par exemple, réclame de 200 à 700 francs au candidat au remplacement. Malgré le coût, ils sont de plus en plus nombreux à se faire remplacer : 1 432 en 1914, 1 922 en 1915, 2 949 en 1916 et 4 858 en 1917. Cette possibilité est largement utilisée par les familles les plus riches. Le recrutement touche donc surtout les classes les plus défavorisées. Pour remplacer ceux qui utilisent cette échappatoire, on fait appel aux engagés volontaires appâtés par la prime (778 francs en 1915) qu'ils touchent lors de leur inscription.
Sous la pression de Paris, on augmente le nombre de convoqués en utilisant l'absence d'état civil pouvant prouver l'âge du candidat. Le prix du rachat passe à 1 500 francs en 1917. L'effet est immédiat, la classe 1917 envoie 10 696 hommes au front, quatre fois plus qu'un an auparavant, et les permissions sont à nouveau suspendues.
Les désertions se multiplient avec l'appui des tribus. Pour enrayer le mouvement, on transfère immédiatement les recrues en France alors que l'entraînement se fait d'habitude en Tunisie. Cette mesure accélère encore les désertions.
En 1918, on supprime la faculté de rachat et même les soutiens de famille sont convoqués. La classe 1918 rassemble 13 202 hommes.
À elle seule, la Tunisie fournit à la métropole près de 62 461 soldats et 24 442 travailleurs coloniaux, soit au total quelque 86 903 hommes sur une population de 1,7 million d'habitants (recensement de 1911).
Les Français de Tunisie sont 9 000 à partir combattre sur une population de 44 000 personnes. Il ne faudrait pas non plus oublier les Italiens qui sont entrés en guerre aux côtés des alliés à partir du 23 mai 1915. En 1914, ils sont 88 000 à vivre en Tunisie.

### Travailleurs
Parallèlement au recrutement militaire, des travailleurs sont mobilisés pour remplacer dans les champs et les industries les Français partis se battre. Jusqu'en 1916, l'engagement est volontaire et ne concerne que ceux qui sont en règle avec le service militaire. Ils sont alors 2 500 à partir, intéressés par le montant du salaire. Mais face aux besoins accrus en métropole, le recrutement devient obligatoire dès 1917 au grand mécontentement des colons français de Tunisie qui voient partir leurs meilleurs éléments. Des travailleurs tunisiens sont alors réquisitionnés pour fournir aux agriculteurs et aux industriels français de Tunisie la main d'œuvre qui leur manque. Il faut attendre la fin de la guerre en 1919 pour mettre fin à ce régime d'exception.

## Conduite sur les champs de bataille français

### Troupes engagées
La quasi-totalité des soldats tunisiens se répartit entre le 4e régiment de tirailleurs tunisiens (4e RTT) et le 8e régiment de tirailleurs tunisiens (8e RTT). Lorsque la guerre éclate, plusieurs bataillons sont déjà engagés dans des opérations militaires au Maroc. C'est pourquoi, les différentes unités sont réparties entre les champs de bataille européens et marocains. Trois régiments sont ainsi constitués lors des combats en France :
- 4e régiment de tirailleurs tunisiens : 1er, 2e, 5e et 6e bataillons ;
- 8e régiment de tirailleurs tunisiens : 2e, 4e et 5e bataillons ;
- 4e régiment mixte de zouaves et tirailleurs : 1er et 6e bataillons du 8e RTT.

Tous les officiers sont français et forment 20 à 30 % des effectifs. Le conscrit tunisien ne peut espérer dépasser le grade de lieutenant.

### Offensives en France du4eRTT

#### Mouvements d'août 1914

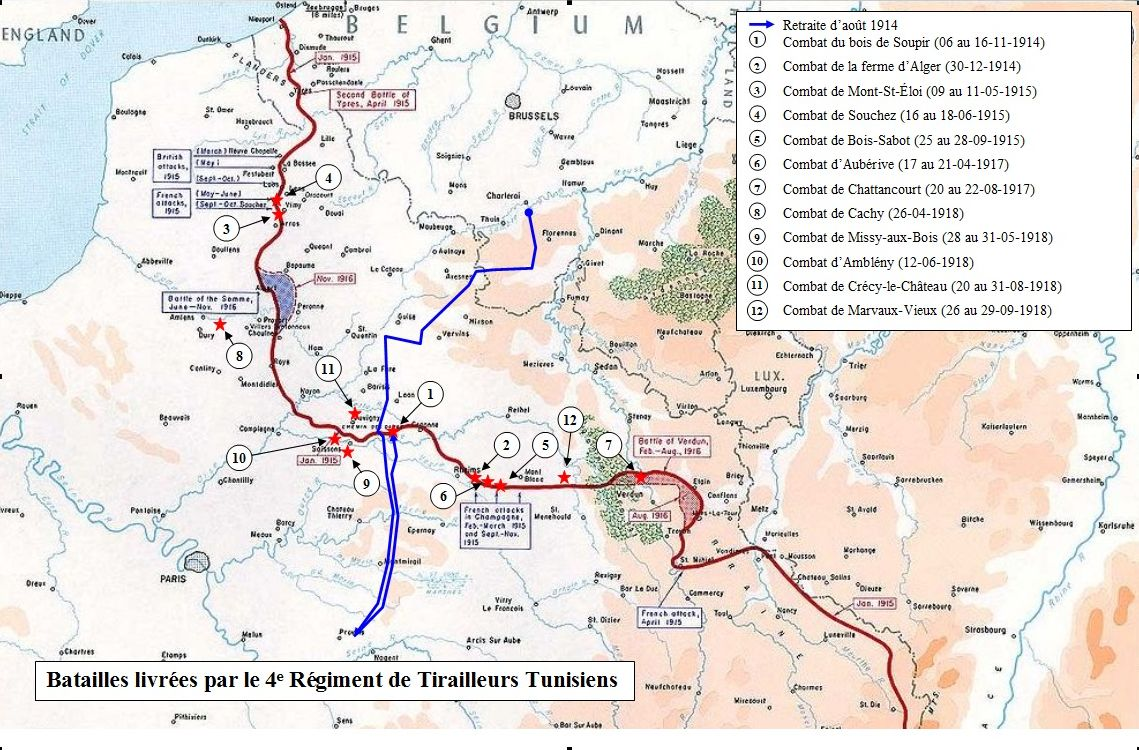
Emplacement des combats livrés par le 4e RTT.

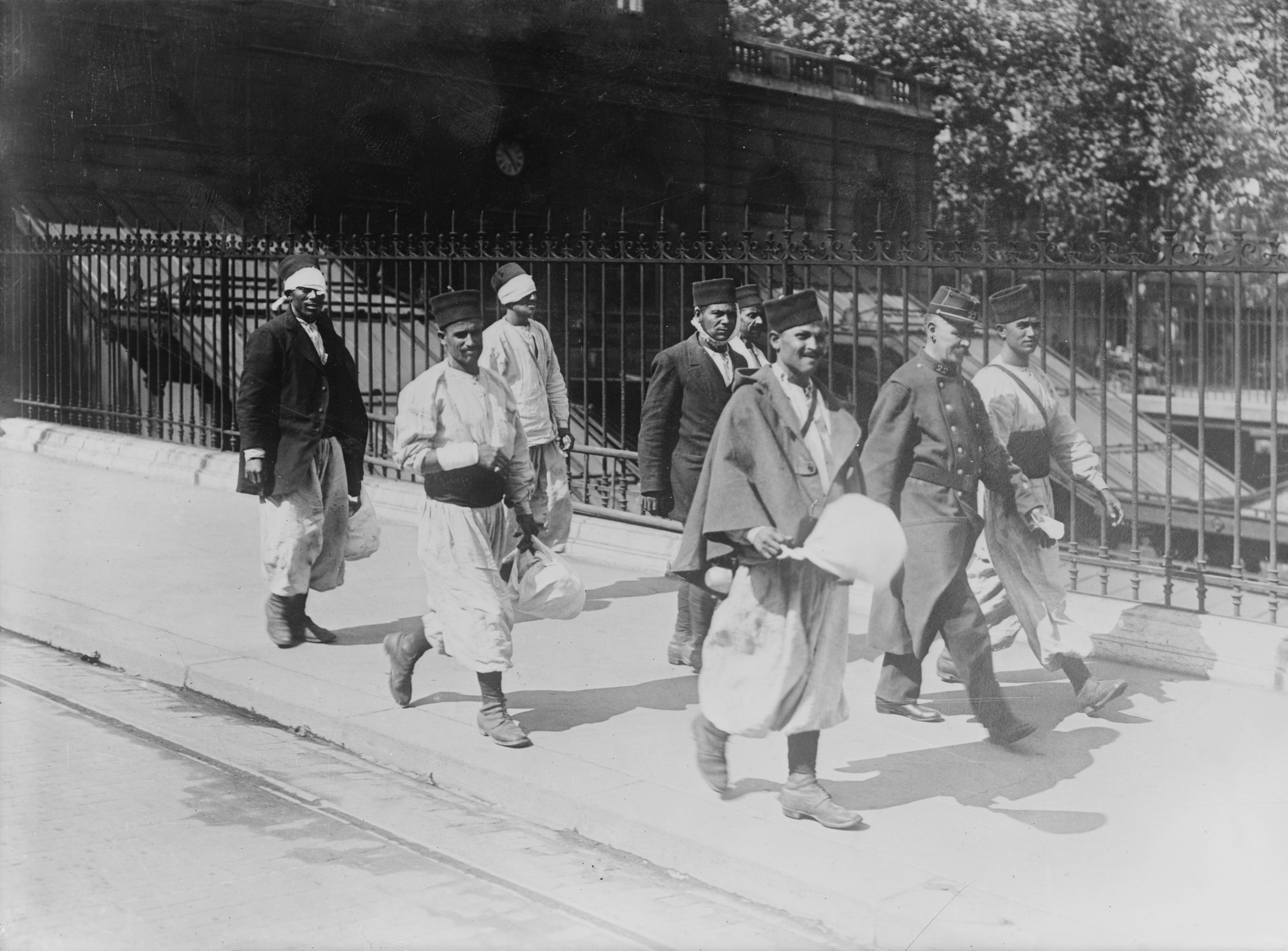
Tirailleurs blessés à Charleroi en convalescence à Paris.

Le 4e RTT est en campagne au Maroc quand il apprend que la guerre est déclarée entre la France et les puissances centrales. Le 1er et le 6e bataillons embarquent alors pour la France où ils sont envoyés en Belgique pour secourir l'armée belge assiégée dans Charleroi. Toutefois, ils arrivent trop tard car Charleroi tombe et les forces françaises doivent se replier face à la vigueur de l'offensive allemande. Après avoir tenté de repousser les ennemis devant le village belge de Hanzinelle, les soldats se replient, pourchassés par les forces allemandes qui les contraignent à des étapes harassantes. Après avoir traversé Chimay et Trélon, le combat s'engage dans Ribemont, près de Saint-Quentin, le 30 août. La moitié du régiment est mise hors de combat ce jour-là et il faut à nouveau se replier, toujours harcelé par les forces ennemies. Après avoir combattu à Montmirail le 4 septembre, la retraite prend fin le 6 septembre quand la nouvelle du succès de la bataille de la Marne change le cours de la guerre. Les soldats sont alors à proximité de Provins. Ordre est donné de reprendre l'offensive à la poursuite des armées allemandes qui reculent. La progression prend fin le 14 septembre, quand les bataillons arrivent devant la position du Chemin des Dames puissamment défendue. Les hommes sont épuisés ; les pertes sont sévères. La 1re compagnie, par exemple, a perdu 206 tués ou blessés parmi lesquels tous ses officiers et sous-officiers. Il ne reste plus que 34 tirailleurs survivants. Face à la résistance allemande qui repousse toutes les offensives, on s'enterre pour échapper à l'artillerie et pour attendre les renforts. C'est le début de la guerre des tranchées.

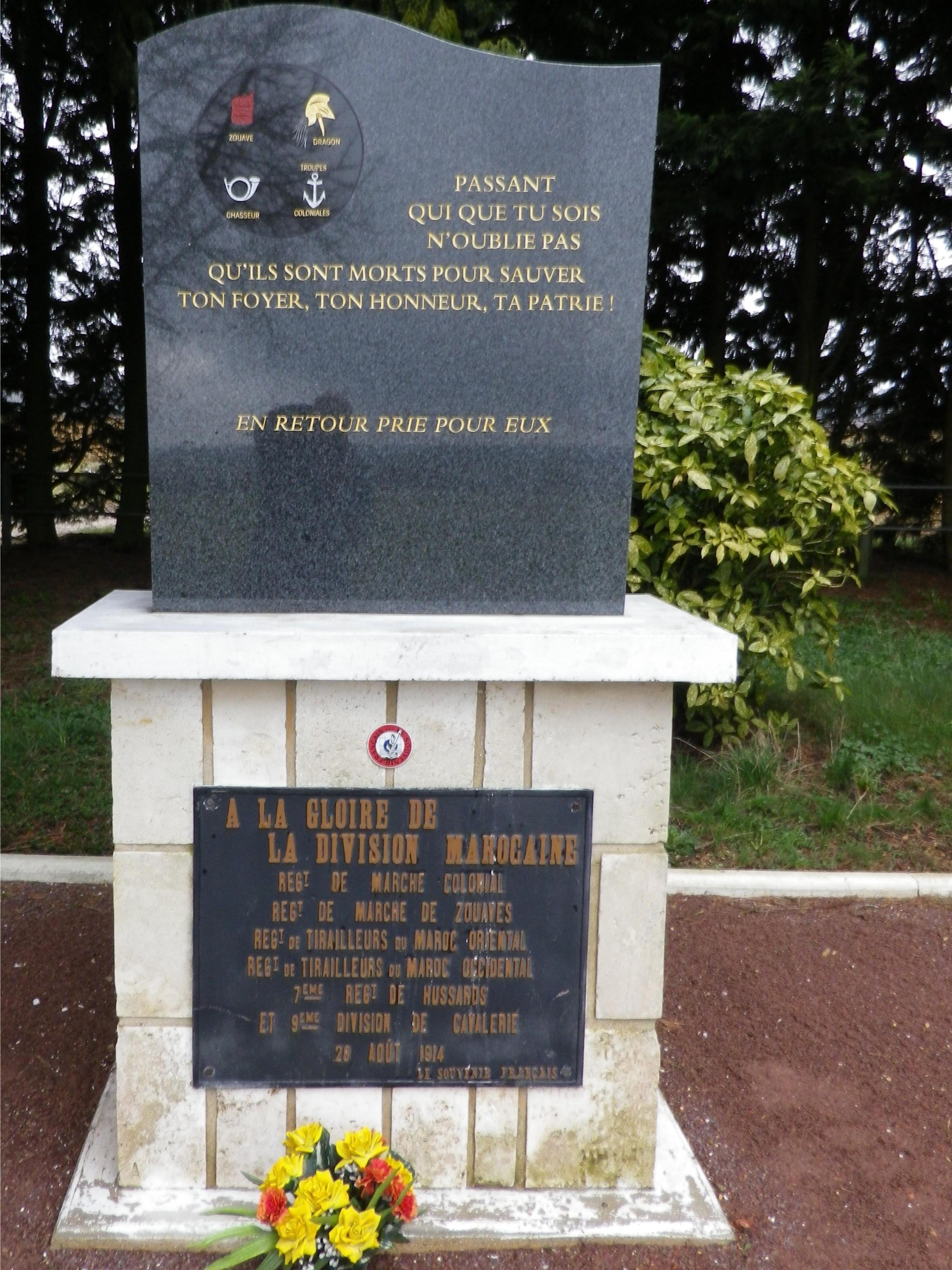
Monument commémoratif de la bataille de la Fosse-à-l'Eau.

À son arrivée du Maroc, le 5e bataillon est envoyé à Mézières qu'il atteint le 25 août. Dès le 28 août, il prend part à la bataille de la Fosse-à-l'Eau. Le 30 août, à Bertoncourt près de Rethel, les tirailleurs résistent aux offensives allemandes afin de ralentir leur progression et de permettre le repli des autres unités. Puis c'est la retraite, harcelés par les armées ennemies qui les rattrapent à Alincourt le 1er septembre mais ne parviennent pas à prendre l'avantage. C'est la fin du recul puisque l'ordre arrive de reprendre l'offensive face à des armées allemandes qui sont bousculées. Le 5e bataillon les pourchasse jusqu'aux marais de Saint-Gond que l'ennemi ne parvient pas à conserver. L'offensive prend fin à Beaumont-sur-Vesle, où les Allemands se sont retranchés dans le secteur des Marquises. Comme partout sur le front, les forces en présence s'enterrent. Les soldats tunisiens tiennent la position jusqu'à fin octobre, lorsqu'ils sont envoyés renforcer les 1er et 6e bataillons à Paissy sur le Chemin des Dames. Leur conduite pendant les combats leur vaut d'être cité à l'ordre de l'Armée. Les trois bataillons resteront ensemble jusqu'à la fin des combats.
Le 2e bataillon ne quitte le Maroc que le 9 septembre. Arrivée à Compiègne, l'unité intègre la 4e brigade marocaine et affronte l'armée allemande dans le secteur de Lassigny entre le 21 et le 29 septembre. Les pertes sont tellement énormes que le bataillon doit attendre des renforts avant de regagner les tranchées à Plessis-de-Roye en novembre. En avril 1915, l'unité est envoyée à Ypres pour soutenir le front qui est en train de céder en Belgique. Les combats entre le 26 avril et le 29 avril tuent neuf officiers et 727 tirailleurs. Les survivants sont renvoyés au Maroc le 11 juin.

#### Offensive du bois de Soupir
Le 6 novembre 1914, le 4e RTT est envoyé au nord de Soupir pour reprendre le terrain récemment perdu. Profitant de l'effet de surprise, les soldats parviennent à conquérir la première ligne de défense allemande avant d'être stoppés par les rafales de mitrailleuses du deuxième rideau de défenseurs. Refusant d'évacuer les tranchées chèrement acquises, les combattants tunisiens renforcent leurs positions et tiennent le secteur jusqu'au 16 novembre, lorsqu'ils sont relevés et évacués sur Fismes. Le 24 novembre, ils sont envoyés à Mailly-Champagne où ils intègrent la Division marocaine.

#### Secteur de la Ferme d'Alger

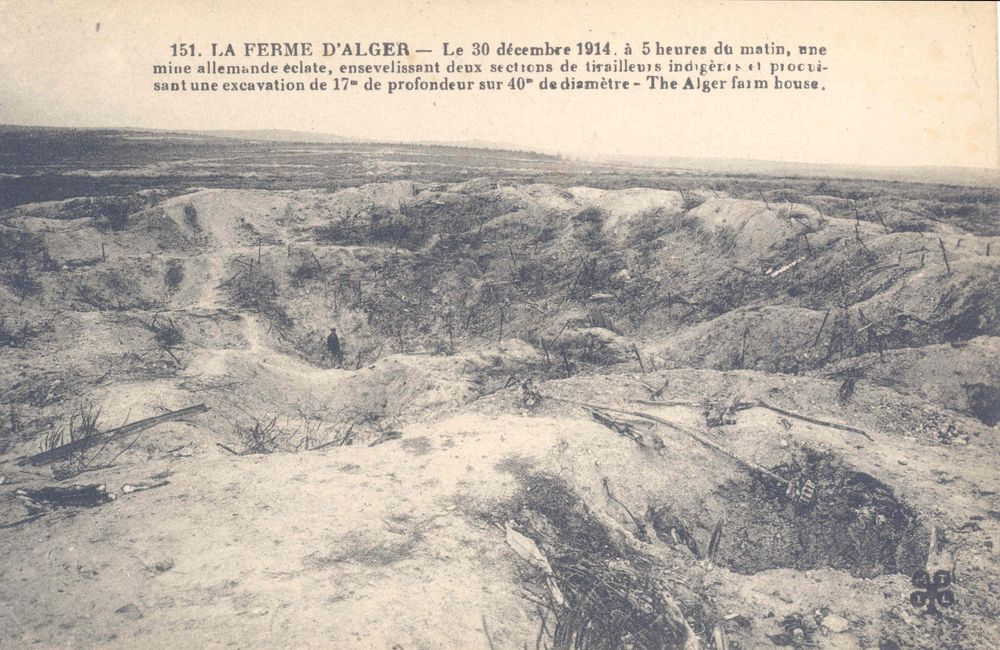
Excavation laissée par l'explosion de la mine allemande sous les positions tunisiennes à la Ferme d'Alger.

Du 25 novembre 1914 au 22 avril 1915, le 4e RTT tient le secteur autour du Fort de la Pompelle et de la Ferme d'Alger à l'est de Reims. Dans cette position où les tranchées ennemies se font face, le danger est quotidien. Le 30 décembre, une mine fait sauter la ferme et engloutit ses occupants dans un entonnoir de 40 mètres de diamètre et 12 mètres de profondeur. Malgré les pertes, le feu des survivants empêche les Allemands de conquérir la position. Leurs attaques les jours suivants n'ont pas plus de succès. Le régiment est finalement relevé le 21 avril.

#### Combats autour d'Arras
La division marocaine et le 4e RTT sont alors envoyés en chemin de fer jusqu'à Houdain, d'où ils gagnent leur position à Mont-Saint-Éloi au nord d'Arras. Le 9 mai 1915, ils interviennent en soutien de la Légion étrangère qui a pris l'offensive. Pendant trois jours, ils résistent aux attaques allemandes qui tentent de reprendre le terrain perdu. Les contre-attaques françaises se heurtent au feu des ennemis qui fait des ravages. Quand le régiment est relevé le 11 mai, il a perdu six officiers parmi lesquels le sous-lieutenant Saad Ben Amara et 800 sous-officiers, caporaux et tirailleurs. Parmi les blessés, on note les noms des sous-lieutenants Salah Ben Abdallah et Ahmed Ben Salah. Ils obtiennent là leur deuxième citation à l'ordre de l'Armée.

#### Bataille de Souchez
Les renforts permettent de reconstituer le régiment. Le 16 juin 1915, il reprend l'offensive dans le même secteur. Il s'agit de conquérir un ravin près de Souchez. Malgré l'intensité du feu des mitrailleuses allemandes, le ravin est conquis mais l'attaque ne peut aller plus loin. Le terrain chèrement conquis n'est conservé qu'au prix de très lourdes pertes. Lorsque le régiment est relevé le 18 juin, huit officiers et 1 211 sous-officiers, caporaux et tirailleurs manquent à l'appel. 19 officiers ont été blessés parmi lesquels les sous-lieutenants Ahmed Ben Djeballah et Hassen Ben Hassin. Une troisième citation à l'ordre de l'Armée vient reconnaître leur sacrifice.

#### Attaque du Bois-Sabot

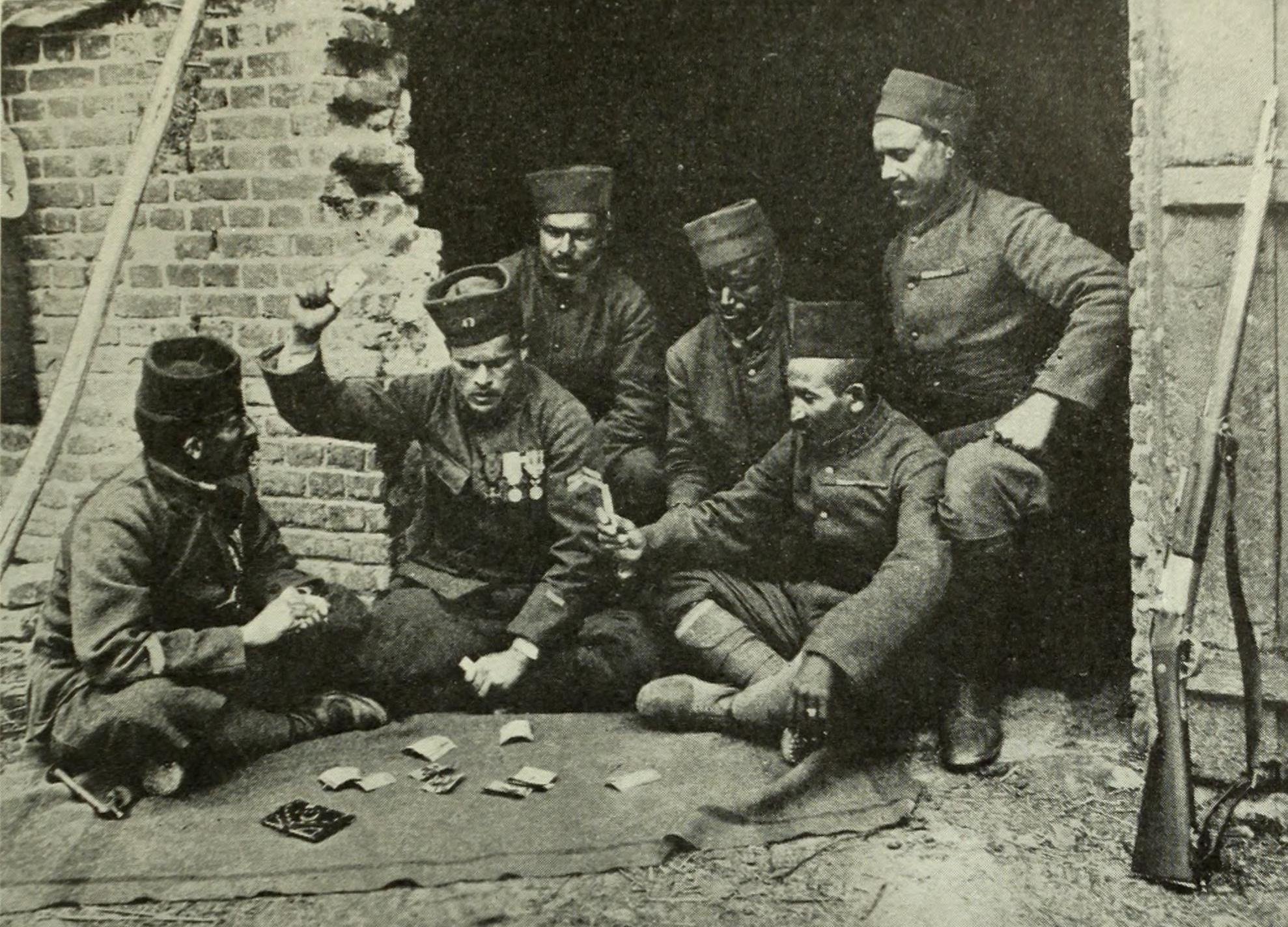
Photo de tirailleurs tunisiens parue dans la presse anglaise.

Après quelques jours de repos à l'arrière du front, les survivants sont envoyés en train à Montbéliard où ils arrivent le 8 juillet 1915. Ils restent dans la région jusqu'au 15 septembre, ce qui permet au régiment de se reconstituer en intégrant les nouvelles recrues. Le 13 septembre, le président de la République Raymond Poincaré, de passage à Giromagny, décore le drapeau du 4e RTT de la Croix de Guerre. Dès le lendemain, le régiment reprend le chemin de fer pour regagner son nouveau poste à Suippes.
Son nouvel objectif est la prise du Bois-Sabot, un bois fortifié et miné par les Allemands. Le 25 septembre, les tirailleurs tunisiens attaquent, submergent les lignes de défense ennemies et atteignent leurs objectifs, faisant 500 prisonniers. Après avoir consolidé leurs positions, ils repartent à l'attaque le 28 septembre en tentant de conquérir le bois mais sans succès. Ils tiennent alors le secteur jusqu'au 17 octobre, ce qui leur vaut une quatrième citation. Une fois de plus, ces attaques ont été meurtrières coûtant la vie à dix officiers et 1 884 sous-officiers, caporaux et tirailleurs.

#### Offensive de la Somme
Le 26 octobre, le régiment est passé en revue par le roi d'Angleterre George V, le président de la République, le prince de Galles Édouard Windsor et le général Joseph Joffre. Après quoi, il est transféré dans divers cantonnements le temps d'intégrer les nouvelles recrues et de les entraîner. Le 29 février 1916, il est envoyé dans le secteur de Chevincourt pour tenir un réseau de tranchées face aux lignes allemandes. Il y reste jusqu'au 30 juin. Le 5 juin, le premier ordre instituant la fourragère la confère au 4e RTT aux côtés de cinq régiments et deux bataillons de chasseurs.
Le 1er juillet 1916, le régiment rejoint le 1er corps d'armée colonial qui vient d'enlever Belloy-en-Santerre près de Péronne. Les tirailleurs ont la charge de conserver cette position malgré l'intensité des tirs d'artillerie et les attaques ennemies. C'est ce qu'ils font jusqu'à leur relève le 13 juillet, ayant fait 350 prisonniers par la même occasion.

#### Offensive d'Aubérive
Le 4e RTT est alors envoyé dans plusieurs secteurs calmes où il relève les unités présentes avant d'aller parfaire son instruction dans le camp de Crèvecœur-le-Grand pendant l'hiver. En avril, le régiment est envoyé en Champagne. Le 17 avril 1917, les tirailleurs attaquent les positions allemandes à Aubérive. Au bout de quatre jours d'offensives, les lignes ennemies reculent de deux kilomètres gagnés mètre après mètre.

#### Offensive devant Verdun
Après avoir été relevé le 26 avril, le régiment est transféré dans un secteur calme avant d'être envoyé au repos à Nogent-sur-Aube. Le 11 août, les soldats quittent leur cantonnement pour Verdun. Ils attaquent le 20 août 1917 à proximité des ruines du village de Chattancourt. En deux jours, tous les objectifs sont atteints : les lignes ont avancé de deux kilomètres, le bois de Cumières a été repris ainsi que toute la colline qui surplombe le ruisseau de Forges. 400 soldats ennemis se sont rendus et beaucoup de matériel a été saisi. Le régiment est relevé le 3 septembre et obtient sa cinquième citation.

#### Offensive allemande de la Marne
Après un mois de repos, le régiment est envoyé relever les troupes qui occupent le secteur de Flirey. Ils y restent du 3 octobre 1917 jusqu'au 14 janvier 1918 faisant plus de deux cents prisonniers avant d'être envoyés au repos en prévision des offensives du printemps. Mais ce sont les Allemands qui reprennent l'offensive en mars 1918 en attaquant entre les armées françaises et britanniques dans la région d'Amiens. Les tirailleurs tunisiens sont alors envoyés le 26 avril à Cachy, où le front est sur le point de céder. Malgré les pertes subies, les soldats ne reculent pas et tiennent la position. Une fois relevés, après quelques jours de repos, ils sont envoyés à Missy-aux-Bois, au sud-ouest de Soissons, où ils résistent vigoureusement aux offensives allemandes entre le 28 et le 31 mai. Le 12 juin, ils sont à Ambleny, où ils résistent à une vigoureuse attaque allemande malgré des pertes importantes, ce qui vaut au régiment la fourragère aux couleurs de la Médaille militaire.

#### Offensives victorieuses
L'échec de l'offensive allemande de mars 1918 marque le tournant de la guerre. Les tirailleurs tunisiens sont transférés dans la région de la forêt de Compiègne d'où ils reprennent l'offensive, le 20 août, prenant Camelin et Besmé. Le 31 août, Crécy-au-Mont est prise et le canal de l'Ailette est franchi. Ils sont alors relevés pour être transférés en Champagne où une grande attaque se prépare. Le 26 septembre, les tirailleurs attaquent au nord-est de Suippes où ils percent les lignes allemandes. La butte du Mesnil est prise, Gratreuil dépassé et Marvaux-Vieux atteint le 29 septembre après une avancée de onze kilomètres et la capture de 838 prisonniers dont onze officiers, ce qui vaut au régiment la fourragère aux couleurs de la Légion d'honneur. Après un dernier combat dans le ravin de Beaurepaire, c'est en Alsace, près de Dannemarie, que le régiment apprend la signature de l'armistice le 11 novembre 1918.

#### Bilan de la campagne

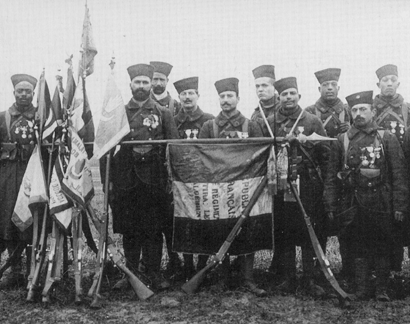
Drapeau du 4e RTT.

Le 19 décembre 1918, sous les acclamations des habitants, le régiment défile dans Guebwiller, l'une des communes alsaciennes qui redeviennent françaises après avoir été allemandes pendant près de cinquante ans. Depuis la retraite d'août 1914, pas une seule de ses compagnies n'a reculé une seule fois. Le régiment a été cité 51 fois à l'ordre de l'Armée. Il a fait plus de 3 000 prisonniers et pris plus de soixante canons.
Le régiment est rappelé en France pour défiler à Paris le 14 juillet 1919 lors du Défilé de la Victoire. À cette occasion, le drapeau du 4e RTT reçoit la croix de chevalier de la Légion d'honneur remise par le président de la République.

### Offensives en France du8eRTT

#### Mouvements d'août 1914

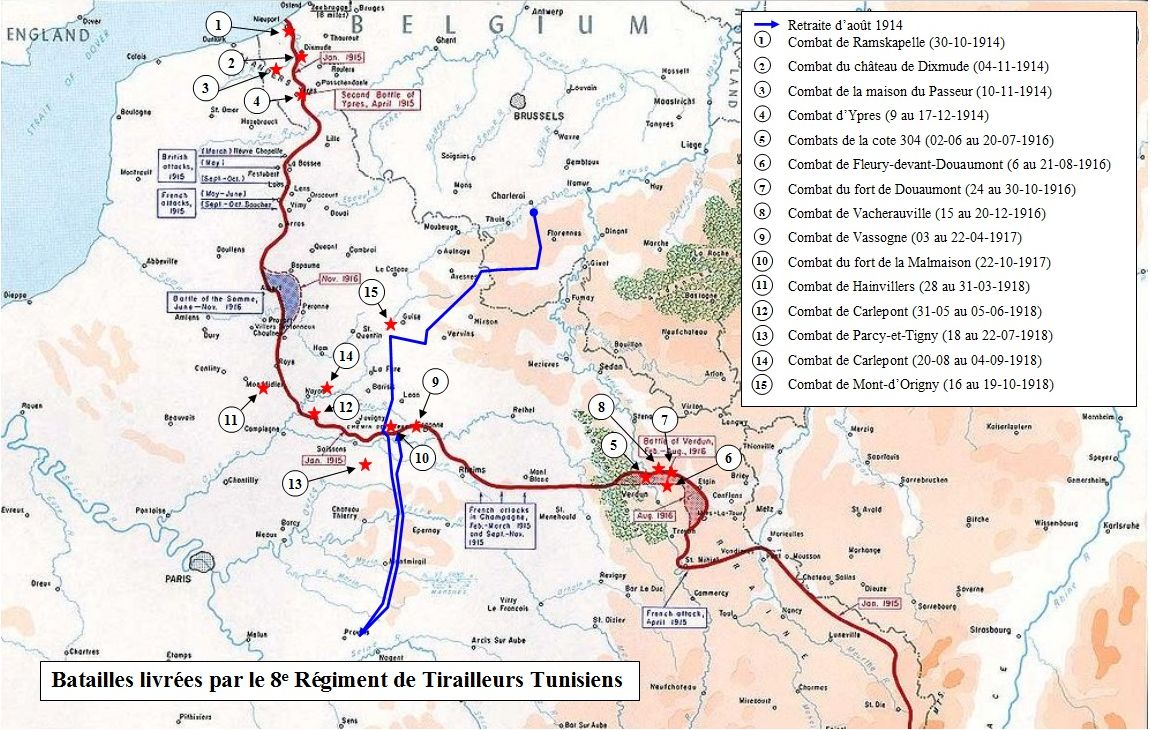
Emplacement des combats livrés par le 8e RTT.

L'ordre de mobilisation générale parvient au 4e bataillon à Tunis. Embarqués à Alger, les troupes rejoignent le front près de Charleroi en Belgique le 22 août 1914, où ils sont rejoints par le 5e bataillon qui arrive du Maroc. Les effectifs se montent alors à 25 officiers et 1 931 tirailleurs qui sont intégrés dans la 38e division d'infanterie. Les combats font déjà rage à Charleroi quand ils arrivent et ils doivent très vite abandonner leurs positions face à la supériorité de l'adversaire. Commence alors une longue retraite à pied de 200 kilomètres qui les emmène jusqu'à Ribemont, qu'ils atteignent le 28 août. Dès le 29 août, ils doivent combattre les unités allemandes qui les ont rejoints et parviennent à les repousser. Mais ils ne peuvent résister à la vigueur de l'attaque le lendemain et doivent se replier en laissant de lourdes pertes sur le terrain parmi lesquels le lieutenant Ahmed Ben Brahim. Le 4 septembre, c'est à Celles-lès-Condé que les tirailleurs tentent de ralentir l'avancée ennemie mais en vain et ils doivent à nouveau se replier après avoir subi de lourdes pertes. Ils rejoignent alors Provins, où ils reçoivent le 6 septembre l'ordre de contre-attaquer après la victoire sur la Marne. L'avance ennemie est stoppée et ce sont des régiments allemands en pleine déroute que pourchassent maintenant les tirailleurs. De nombreux prisonniers sont faits dans la ville de Fismes. La progression prend fin le 14 septembre à Paissy, devant le Chemin des Dames, où l'armée allemande s'est solidement retranchée. Face au barrage d'artillerie, les soldats s'enterrent en creusant des tranchées. Les premiers renforts arrivent pour combler les vides et le front se stabilise. Jusqu'au 27 octobre, les tirailleurs alternent phases de combat et phases de récupération à l'arrière.

#### Course à la mer
Pour contrer l'offensive allemande qui tente de contourner les forces françaises par l'ouest, le 8e RTT est envoyé en renfort de l'armée belge qui résiste toujours aux assauts de l'ennemi. Le 29 octobre, les tirailleurs arrivent en train à Furnes. Dès le lendemain, ils partent à l'assaut des soldats ennemis qui viennent de prendre le village de Ramskapelle. À la fin de la journée, après trois assauts successifs, le village est libéré au prix de 62 tués, 163 blessés et 43 disparus. Le roi des Belges Albert Ier vient exprimer sa reconnaissance aux tirailleurs en les passant en revue le 3 novembre à Furnes.

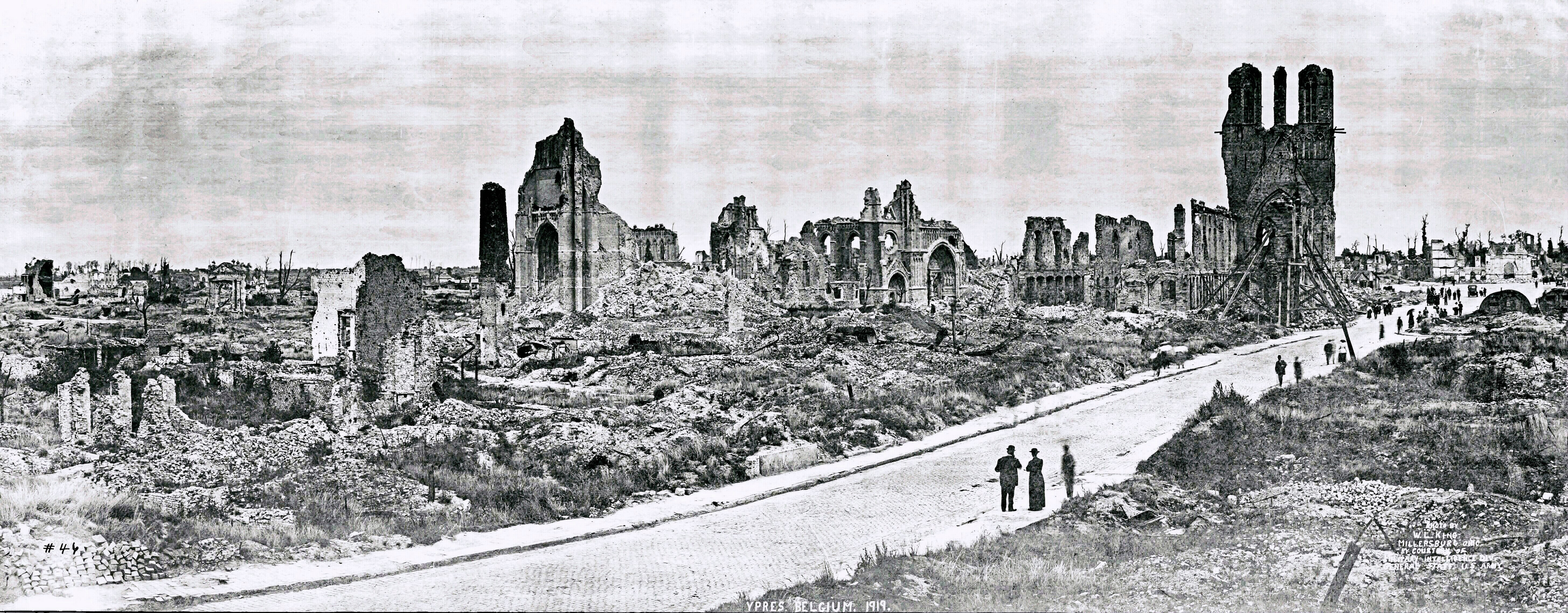
Ruines de la ville d'Ypres en 1919.

Mais les combats font toujours rage dans la région et dès le 4 novembre, le régiment est à Dixmude où il tente en vain de reprendre le château aux Allemands, laissant sur le terrain 53 tués ou disparus et 150 blessés. Malgré la fatigue de ces combats incessants, les tirailleurs du 5e bataillon sont envoyés relever les troupes qui résistent aux Allemands qui tentent de franchir l'Yser au niveau de la Maison du Passeur. L'assaut ennemi le 10 novembre submerge les défenseurs anéantissant le bataillon. Les renforts ne parviennent qu'à stabiliser les lignes. Les survivants restent sur place jusqu'au 8 décembre dans le froid et la boue des tranchées. Envoyés en repos, ils repartent le jour même pour Ypres. Les soldats sont tellement épuisés que certains tombent sur la route sans pouvoir se relever. Le 15 décembre, le refus de la 15e compagnie d'obéir à l'ordre d'attaquer est brutalement réprimé. Sur ordre du général Ferdinand Foch, 10 % des mutins sont tirés au sort, promenés devant le front avec un écriteau portant en français et en arabe le mot « lâche » et fusillés aussitôt après,,,. Malgré le sentiment d'injustice et l'épuisement, les tirailleurs parviennent à tenir leur position jusqu'au 17 décembre, lorsqu'ils sont relevés après avoir perdu 200 tués ou disparus et 200 blessés. Depuis le début de la campagne, le régiment a perdu 46 officiers et 3 331 soldats.

#### Bataille de Verdun

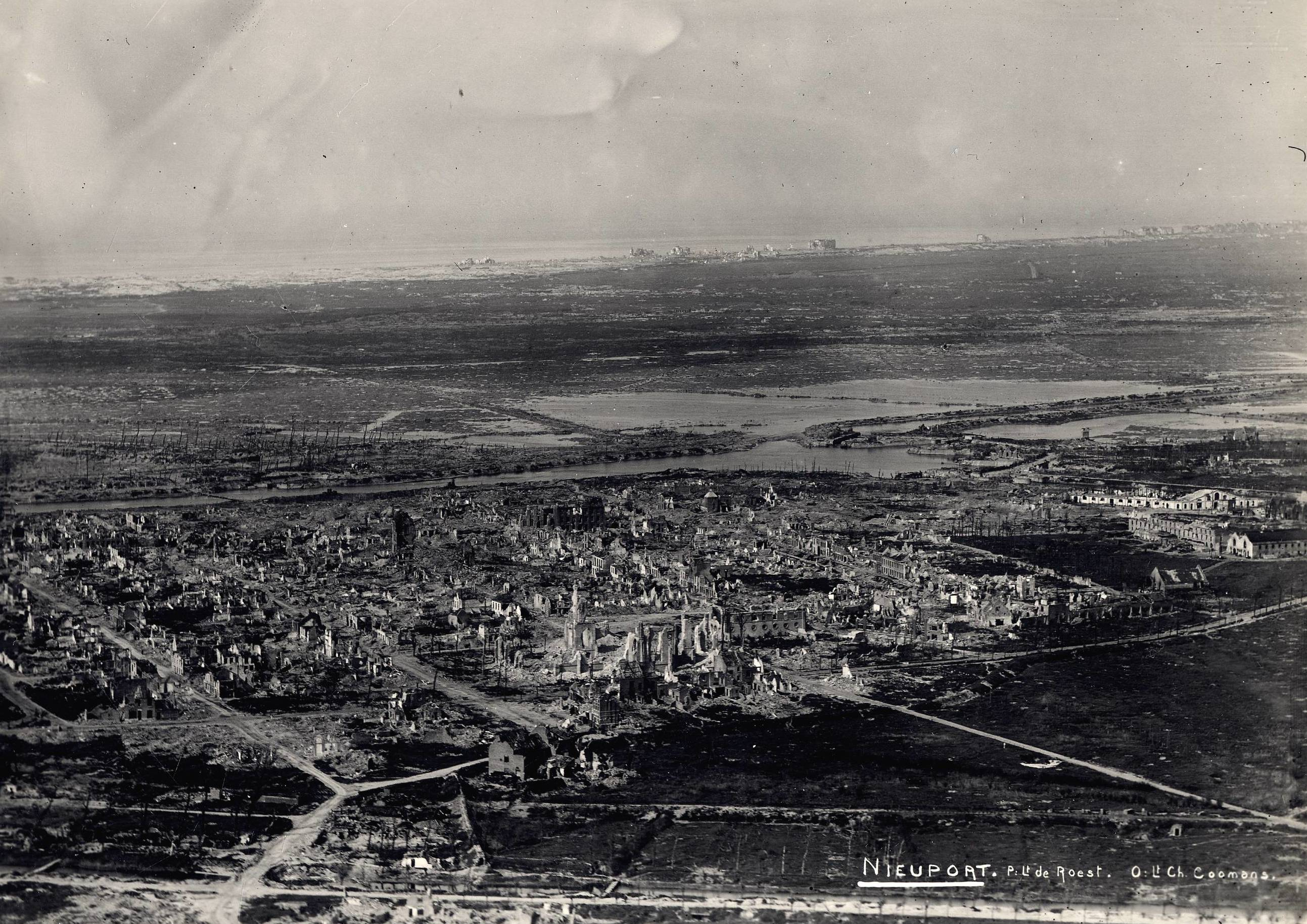
Champ de bataille de Nieuport en 1918.

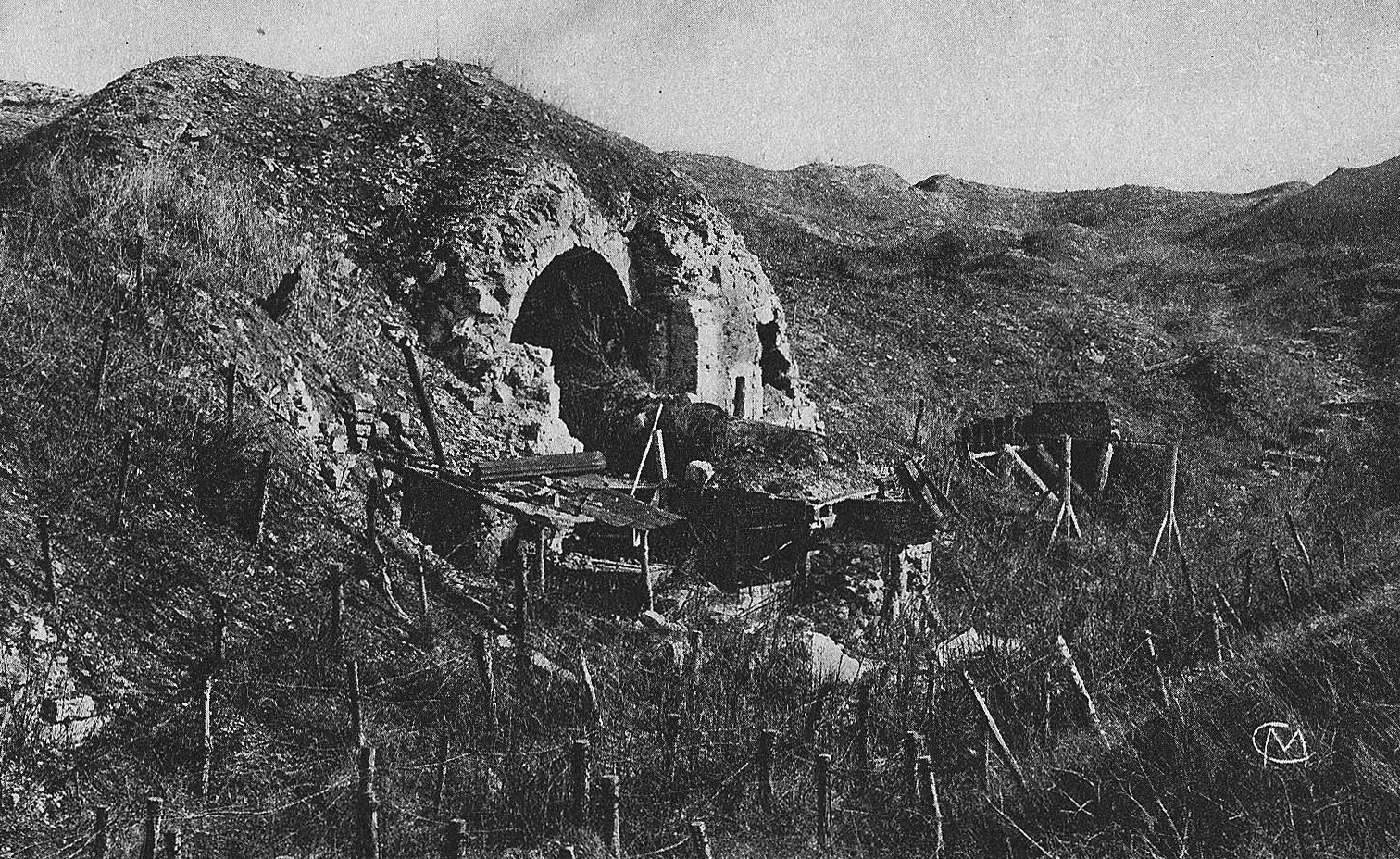
Fort de Souville.

Les pertes des premiers mois de guerre ont été tellement importantes que le régiment est laissé au repos jusqu'au 20 mars 1915, le temps de reconstituer les effectifs et d'instruire les nouvelles recrues. Le 2e bataillon arrive en renfort du Maroc début avril. Le 21 mars, le régiment est envoyé tenir les tranchées de la région de Lassigny, un secteur relativement calme où il reste jusqu'au 10 juillet. Il retourne alors en Belgique occuper le front de l'Yser près de Nieuport. C'est seulement à cette époque que la chéchia si voyante est remplacée par le casque. Le secteur est moins calme que celui que les hommes viennent de quitter mais les pertes humaines sont faibles. En novembre, le 4e bataillon quitte le régiment pour rejoindre le Maroc. Mais le 4 novembre 1915, le navire Calvados qui les transporte est torpillé près d'Oran ne laissant que 55 survivants (dont Georges Barré qui sera commandant supérieur des troupes de Tunisie en 1942), 740 soldats et hommes d'équipage trouvant la mort dans le naufrage. La nouvelle est censurée en Tunisie et les rares rescapés isolés jusqu'au fléchissement de l'émotion. Mais malgré toutes ces précautions, la catastrophe est « très exploitée dans les milieux indigènes par des gens mal intentionnés ».
Le régiment reste dans la région jusqu'au 10 mai 1916, alternant phases de repos et occupation des secteurs de tranchées. Le 7 février, il est rejoint par le 4e bataillon qui a reconstitué ses effectifs. Les tirailleurs sont alors transférés dans la région de Verdun, où ils rejoignent le 2 juin le front à la cote 304 près de Esnes-en-Argonne. Dès le 9 juin, ils doivent faire face à une vigoureuse offensive de l'ennemi qu'ils parviennent à repousser au prix de 112 tués, 333 blessés et 31 disparus. Ils sont relevés le 21 juin et renvoyés à l'arrière pour reconstituer les effectifs. Le 2 juillet, ils retrouvent les tranchées de la cote 304 qu'ils tiennent courageusement jusqu'à la relève le 20 juillet, perdant soixante tués et une centaine de blessés. Après deux semaines de repos, ils sont renvoyés dans le secteur de Verdun où ils occupent le 6 août les tranchées du fort de Souville et de Fleury-devant-Douaumont. Dès leur arrivée, ils reçoivent l'ordre de passer à l'attaque. Après plusieurs jours de combats acharnés et vains, ils regagnent les tranchées de départ laissant soixante tués parmi lesquels le lieutenant Nouri Ben Ali, 330 blessés et 200 disparus. Les survivants quittent le front le 21 août et sont envoyés au repos où ils s'entraînent jusqu'au 21 octobre aux futurs combats qui les attendent.

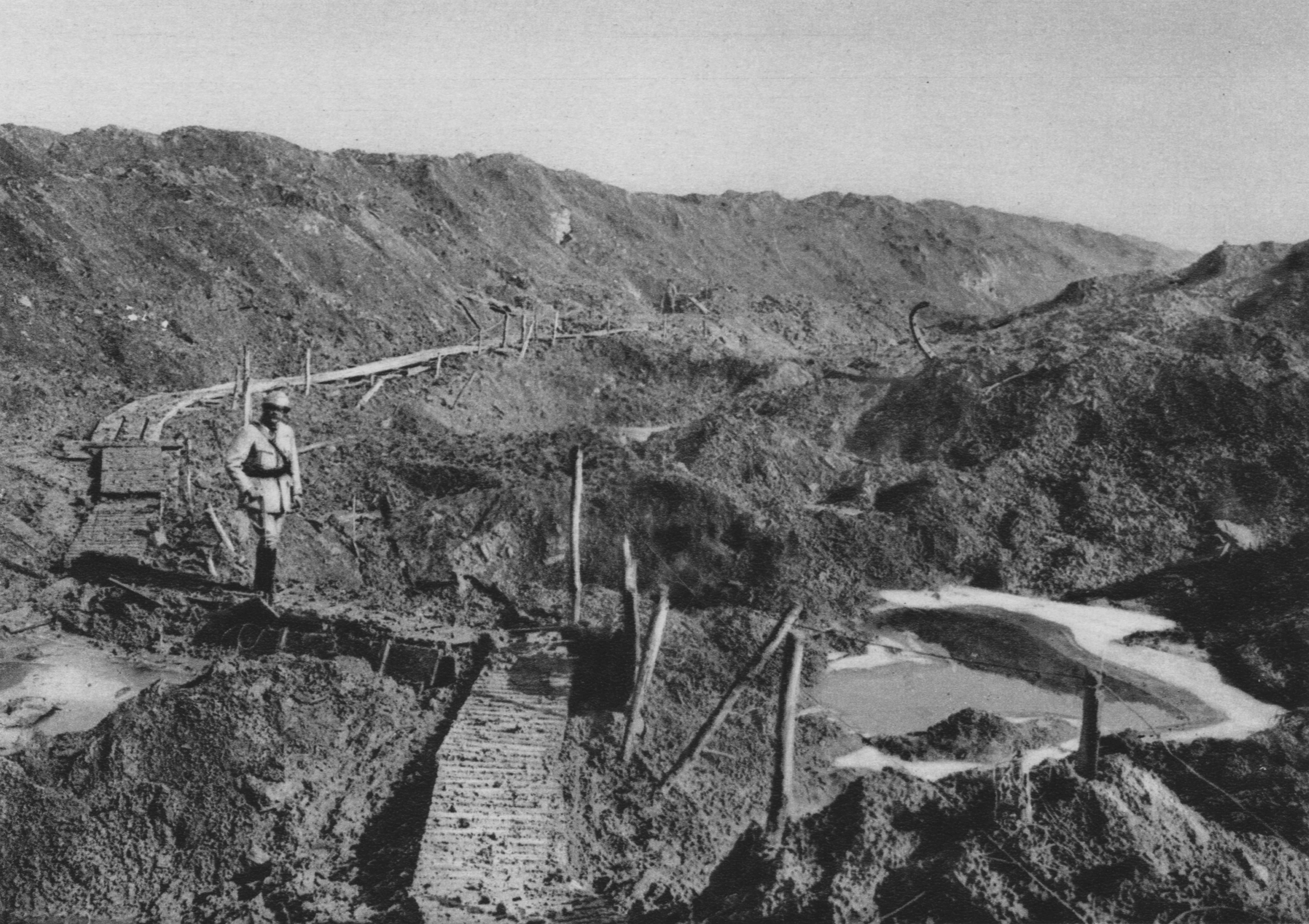
Tranchées devant le fort Douaumont.

Le 22 octobre 1916, ils sont de retour à Verdun où ils doivent participer à l'offensive qui doit reprendre le fort de Douaumont aux Allemands. L'assaut est lancé le 24 octobre et atteint tous ses objectifs, faisant au passage 1 285 prisonniers. Toutefois, dans les jours suivants, l'artillerie ennemie noie les nouvelles lignes françaises sous un déluge d'artillerie meurtrier décimant les défenseurs qui n'ont pas eu le temps d'organiser les nouvelles tranchées. Quand le régiment est relevé le 30 octobre, il a perdu 11 officiers tués et blessés parmi lesquels les lieutenants Mansour Ben Ali et Amor Ben Kemis, 195 hommes de troupe tués, 667 blessés et 87 disparus. En récompense de la bravoure de ses soldats, le 6 novembre, le drapeau du régiment est décoré de la Croix de Guerre par le président de la République.
Le 11 décembre 1916, le régiment est de retour avec pour tâche de s'emparer de Vacherauville et Bezonvaux. L'assaut est donné le 15 décembre malgré le froid et la neige. Les positions allemandes sont prises mais l'artillerie ennemie et le froid rendent très difficile la consolidation des nouvelles lignes. Le 20 décembre, les survivants sont relevés laissant 63 tués, 326 disparus, 487 blessés et 526 hommes évacués pour pieds gelés. Le régiment est cité à l'ordre de l'Armée et a droit au port de la fourragère aux couleurs de la Croix de Guerre. De très nombreux soldats et officiers sont décorés.

#### Offensives du Chemin des Dames

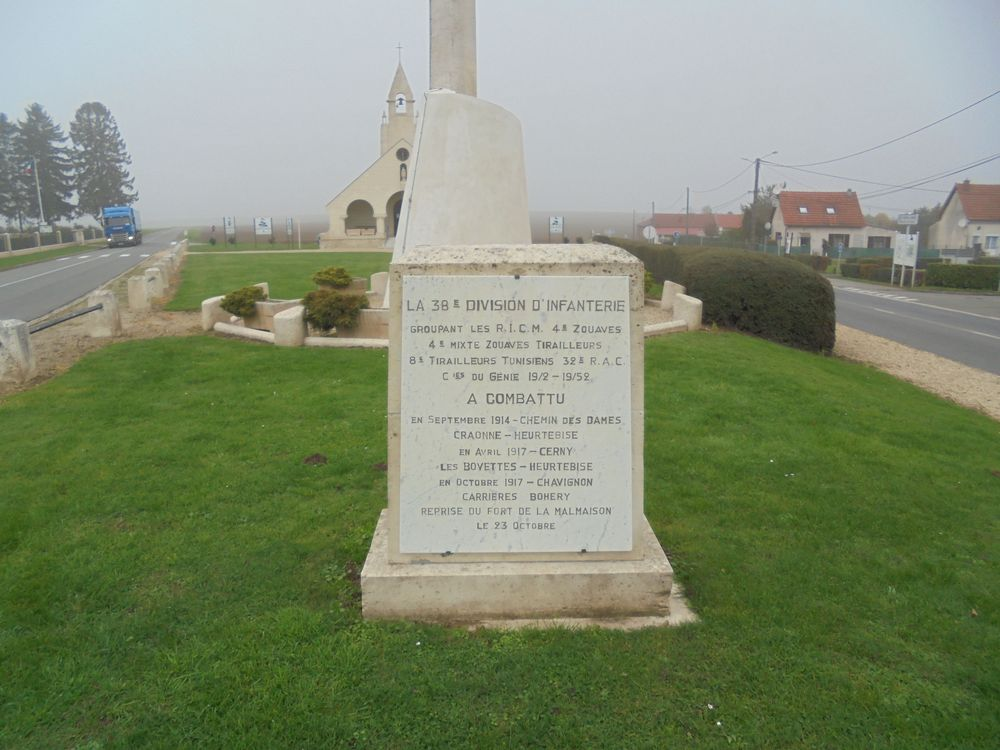
Monument de Cerny en Laonnois rendant hommage aux régiments tunisiens.

Après quelques mois de repos et de reconstitution des effectifs, le régiment est transféré dans la zone du Chemin des Dames. Le 3 avril 1917, il occupe le secteur de Vassogne. Les combats sont incessants. Une attaque chimique fait de nombreuses victimes le 10 avril. Une action en soutien d'une offensive prévue le 16 est annulée lorsque la première vague est décimée par l'artillerie ennemie. Le 18, les combats pour reprendre une tranchée sont meurtriers pour le 2e bataillon qui perd la moitié de son effectif. Les 19 et 20 avril, c'est le 5e bataillon qui est décimé par l'artillerie et les mines allemandes. Lorsque le régiment est relevé le 22 avril, il a perdu 95 tués, 258 disparus et 375 blessés. À ces chiffres s'ajoutent un grand nombre d'évacués pour maladie ou pieds gelés. Après quelques semaines de repos, le régiment revient occuper le secteur de Paissy du 22 mai au 6 juin et du 29 juin au 8 juillet 1917. Après quelques semaines de repos, il revient sur le secteur du Chemin des Dames préparer les prochaines offensives. Le 22 octobre, il rejoint le secteur d'Aizy-Jouy. Le lendemain, l'attaque est déclenchée avec pour objectif la prise du fort de la Malmaison. Au terme d'une journée de combats acharnés, les ruines du fort sont occupées et de nombreux prisonniers ont été faits mais on déplore cent tués dont dix officiers, 573 blessés, 115 disparus. Le régiment est relevé le 30 octobre. Le 15 novembre, le général Philippe Pétain remet sa troisième palme au drapeau du régiment.

#### Bataille d'Hainvillers
Le régiment est envoyé au repos au camp de Châlons-en-Champagne le temps d'instruire ses nouvelles recrues. L'offensive allemande du 21 mars 1918 change les plans. Le 26 mars, les tirailleurs quittent le camp pour le secteur de Hainvillers, où ils doivent bloquer l'avancée allemande. Du 28 au 31 mars, attaques et contre-attaques se succèdent mais les soldats tunisiens tiennent le choc et l'ennemi finit par renoncer à ses tentatives de percée. Le 3 avril, le régiment est relevé et reçoit sa quatrième citation à l'ordre de l'Armée.

#### Offensives de l'Oise

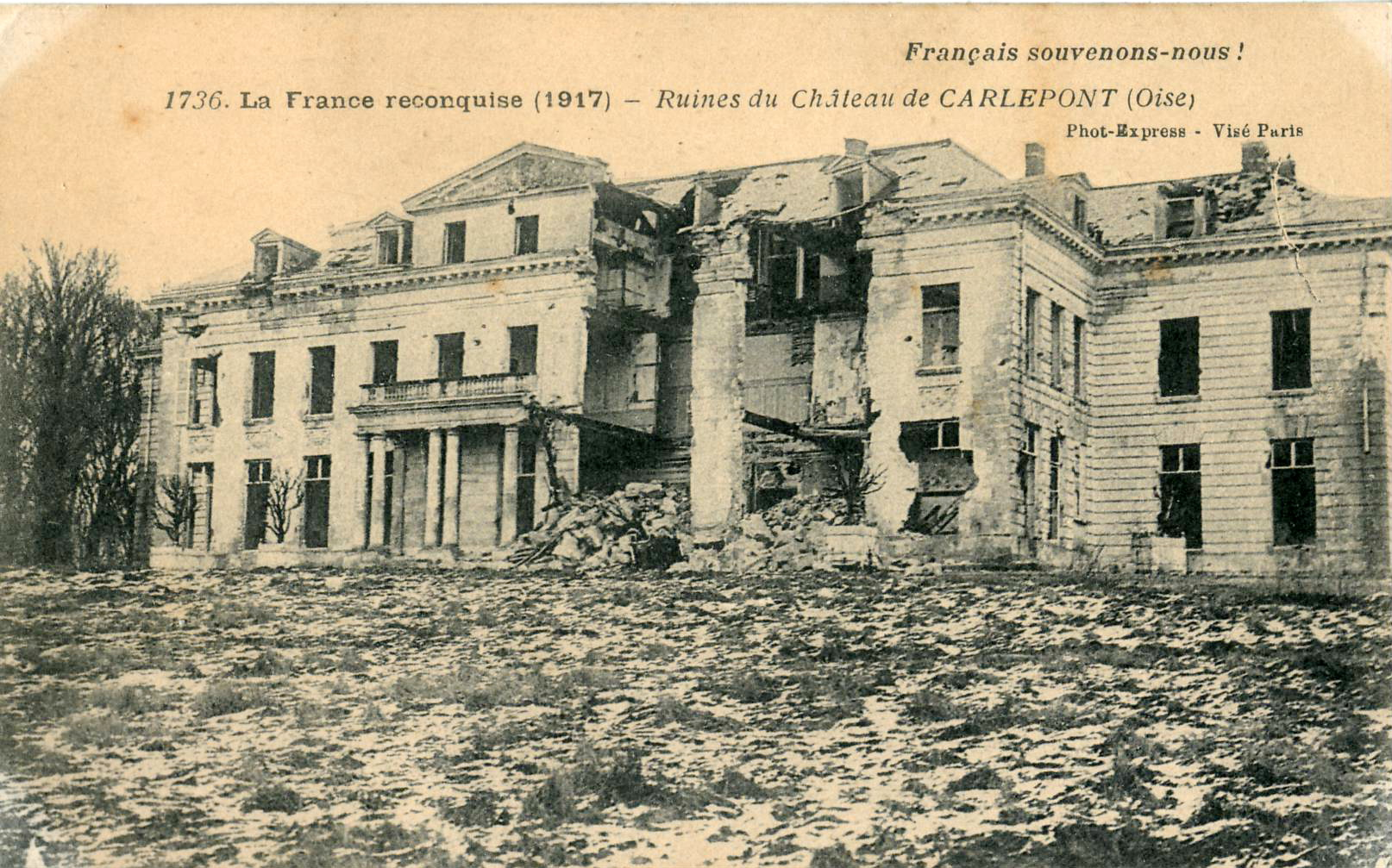
Ruines du château de Carlepont.

Après une période de repos, le régiment rejoint la zone de Carlepont le 24 mai 1918. Le 31 mai, il doit faire face à une offensive allemande qui est repoussée mais la principale attaque a lieu le 5 juin. Au prix de furieux combats, les tirailleurs parviennent à reprendre le terrain perdu au début de l'offensive et à renvoyer les assaillants dans leurs lignes, contrairement à d'autres régiments qui ont cédé du terrain, ce qui oblige les tirailleurs à reculer leurs positions. Le 17 juin, la fourragère aux couleurs de la Médaille militaire est accordée au drapeau du régiment. Le 12 juillet, les soldats quittent la zone pour le secteur de Villers-Cotterêts où ils doivent assurer le soutien de l'offensive en préparation. Le 18 juillet, l'attaque est lancée. Après cinq jours de combats acharnés, le village de Parcy-et-Tigny est conquis au prix de 29 officiers, 64 sous-officiers et environ 1 000 hommes.
Le temps de reconstituer les effectifs, le régiment est renvoyé dans le secteur de Ribecourt où ils repartent au combat dès le 12 août. Les attaques se succèdent jusqu'au 18 août en préparation d'une nouvelle offensive qu'on espère décisive. Le 20 août, l'attaque est lancée. L'ennemi doit reculer et abandonne Carlepont. L'Oise est atteinte et traversée le 29 août. Le 4 septembre, Salency et Babœuf sont enlevés conformément aux objectifs. Le régiment est alors relevé et envoyé se reposer à Roye où des renforts viennent le rejoindre.
Après de multiples déplacements sur toute la largeur du front, les tirailleurs parviennent à Regny où on leur a assigné la tâche de prendre le village de Mont-d'Origny. L'attaque est lancée le 16 octobre. Attaques et contre-attaques se succèdent pendant trois jours, causant d'importantes pertes des deux côtés sans que les soldats allemands ne lâchent pied. Le régiment est relevé le 19 octobre et reçoit sa cinquième citation à l'ordre de l'Armée.
Ils sont alors envoyés au repos dans les Vosges. C'est dans la région de Mirecourt que les tirailleurs apprennent la signature de l'armistice.

### Offensives en France du4eRMZT

#### Constitution

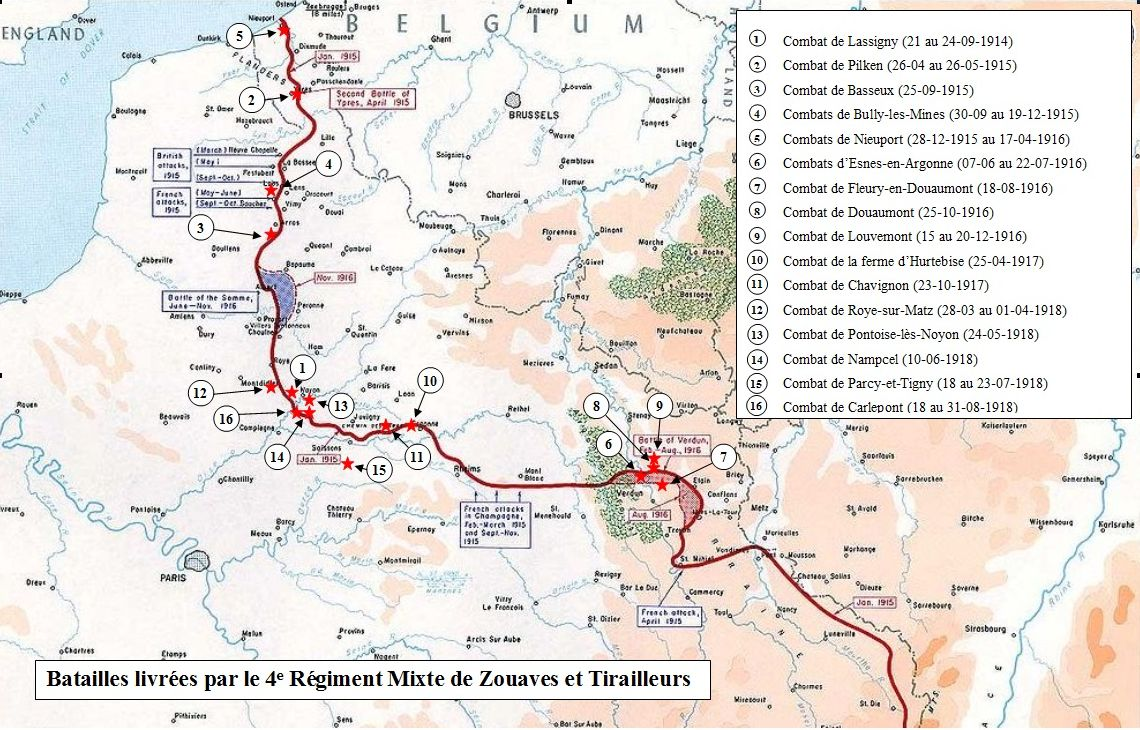
Emplacement des combats livrés par le 4e RMZT.

Le 4e régiment mixte de zouaves et de tirailleurs est constitué le 22 juin 1915 à Rexpoëde par la réunion de deux bataillons du 8e RTT (1er et le 6e) et d'un bataillon du 4e régiment de zouaves (6e). Pourtant, à leur arrivée à Compiègne le 19 septembre 1914 en provenance du Maroc, les deux bataillons du 8e RTT forment avec le 2e bataillon du 4e RTT le 8e régiment de marche de tirailleurs. Le 21 septembre, ils sont envoyés au combat sur le front de l'Oise pour reprendre Lassigny. Pendant trois jours, les multiples assauts des tirailleurs se heurtent à la défense acharnée des lignes allemandes. Les tirailleurs regagnent alors leurs lignes. En trois jours, les deux bataillons du 8e RTT ont perdu 57 tués, 520 blessés et 107 disparus. Une forte attaque allemande le 2 octobre oblige à se replier de quelques kilomètres. Comme partout sur le front, on commence alors à creuser des tranchées pour échapper aux tirs d'artillerie et pour renforcer ses positions. Un système de relève est organisé pour permettre aux troupes en première ligne de pouvoir prendre un peu de repos. C'est la vie que connaît le régiment jusqu'au 10 avril 1915, période pendant laquelle il compte 25 tués, 176 blessés et quatorze disparus.
Après quelques jours de repos, les hommes sont envoyés en camion en Belgique où l'armée allemande est sur le point de percer la défense belge. Dès le 26 avril, les tirailleurs arrivent à Brielen où on leur assigne l'objectif de reprendre le village de Pilken. Jusqu'au 30 avril, les multiples assauts se heurtent aux positions allemandes et aux gaz asphyxiants que l'ennemi n'hésite pas à utiliser. Le front se stabilise alors sans cesser d'être meurtrier, la configuration du sol empêchant de creuser des tranchées qui se remplissent tout de suite d'eau. Lorsque le régiment est relevé le 26 mai, il a perdu 90 tués, 622 blessés et 102 disparus. Les survivants du 2e bataillon du 4e RTT sont renvoyés au Maroc. Ces derniers sont remplacés par le 6e bataillon du 4e régiment de zouaves. En provenance de Ferryville, ces derniers ont déjà combattu à Soissons en septembre, puis dans le Pas-de-Calais dès le mois suivant avant de rejoindre le front belge en avril 1915, où les pertes subies entraînent leur union avec les deux bataillons du 8e RTT.

#### Bataille d'Arras

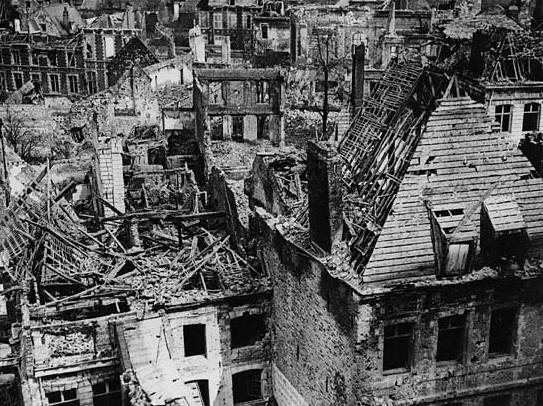
Ruines d'Arras.

Après quelques jours sur le front belge, le nouveau régiment est transféré à Basseux au sud d'Arras où une grande offensive est en préparation. L'attaque est lancée le 25 septembre 1915. Les deux bataillons de tirailleurs sont en première ligne et les zouaves en soutien. Les tranchées ennemies sont atteintes et prises mais, sur le point d'être encerclés, les tirailleurs doivent les abandonner et regagner leurs lignes. À la fin de la journée manquent à l'appel 119 tués, 520 blessés et 247 disparus.
Ils sont alors transférés dans le secteur de Bully-les-Mines qu'ils occupent jusqu'au 19 décembre 1915, subissant l'artillerie allemande tout en tentant des coups de main afin de reprendre les tranchées ennemies. Lorsqu'ils quittent la zone, 80 tués, 367 blessés et 39 disparus s'ajoutent à la longue liste des victimes.

#### Combats autour de Verdun
Le régiment retrouve le front belge pendant trois mois et demi pendant lesquels il est chargé de tenir le front devant Nieuport dans un terrain marécageux où, faute de pouvoir creuser des tranchées, on s'abrite derrière des levées de terre facilement repérables par l'ennemi. Malgré l'absence d'offensives, on compte 31 tués et 129 blessés.
Le 17 avril 1916, les hommes quittent le front belge. Après cinq semaines d'instruction où on les initie au combat de tranchées, ils sont envoyés dans le champ de bataille de Verdun tenir le secteur d'Esnes-en-Argonne où ils arrivent le 7 juin. Jusqu'au 22 juillet, ils doivent supporter le froid, la pluie, la boue, la faim, la maladie et les attaques incessantes, période terrible pendant laquelle on déplore 104 tués et 593 blessés.

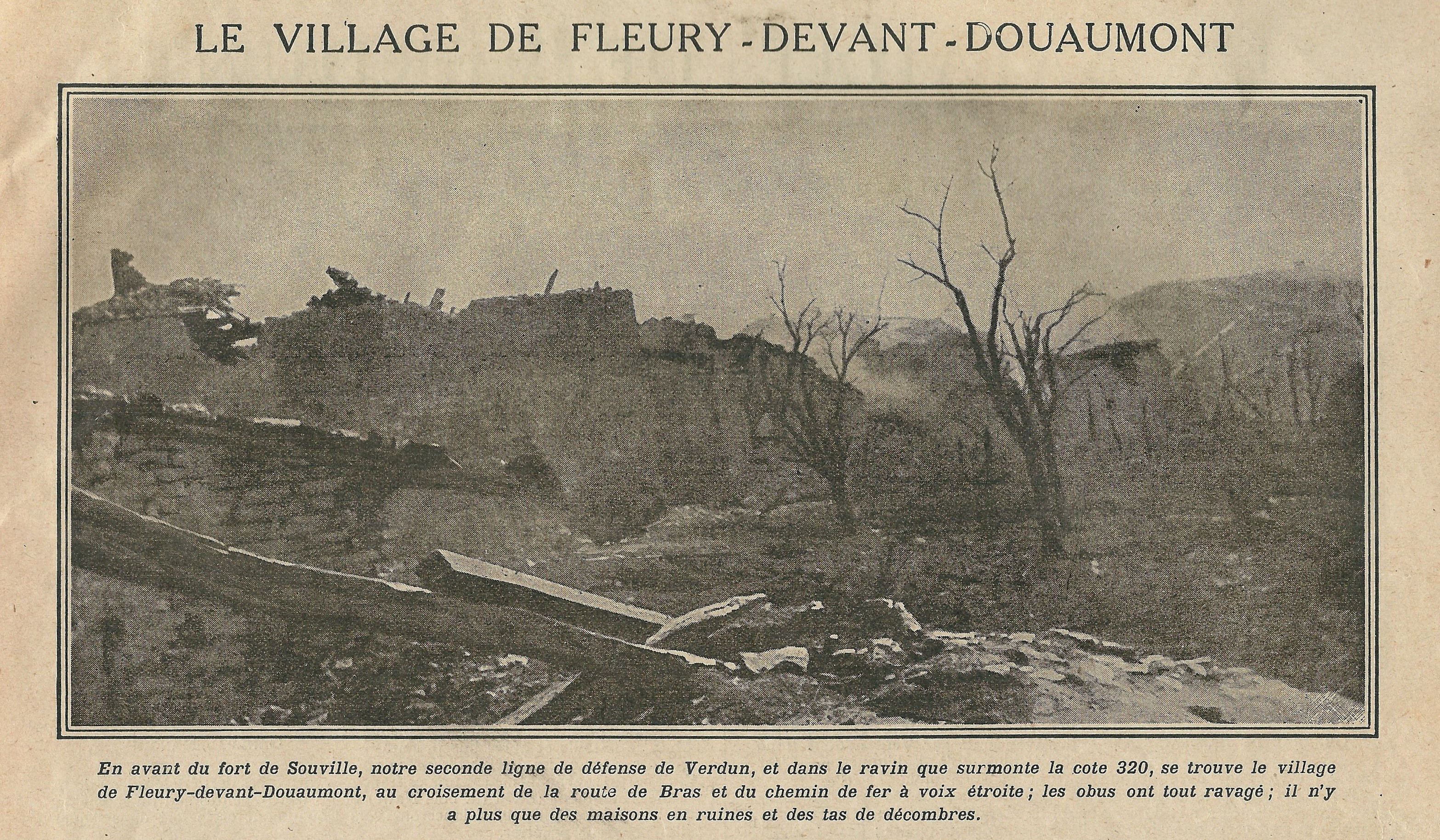
Fleury-devant-Douaumont fin juin 1916.

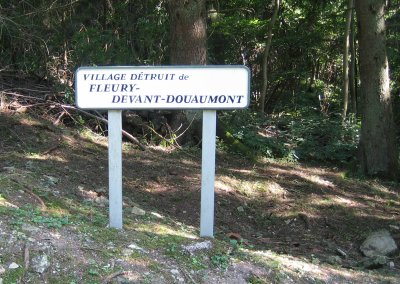
Fleury-devant-Douaumont de nos jours.

Le 8 août 1916, ils sont de retour à l'est de Verdun devant le village de Fleury-devant-Douaumont. Ordre est donné d'attaquer pour reconquérir ce terrain. La progression est lente mais continue sous le feu ennemi. Lorsque les renforts arrivent, l'offensive finale permet enfin de prendre possession du village le 18 août au prix de 102 tués et 381 blessés.
Le régiment est alors relevé et part à l'instruction à Stainville pendant plusieurs mois afin de préparer le prochain objectif, la reprise du village de Douaumont. Le terrain d'exercices est aménagé afin de reproduire le relief des futures batailles tel qu'il a été repéré par les reconnaissances aériennes. Le 21 octobre, les hommes rejoignent Verdun en autobus. Les deux jours suivants sont occupés à consolider les tranchées d'où doit partir l'attaque malgré le feu ennemi qui met 200 soldats hors de combat. L'assaut est déclenché le 25 octobre 1916 à 11 h 39 avec le 6e bataillon de tirailleurs et le 6e bataillon de zouaves en première ligne. Les tranchées allemandes sont submergées et le village de Douaumont est occupé à 14 h 45. Le même jour, le fort de Douaumont est pris par le 8e RTT. Cette victoire fait la une des journaux et le régiment est cité à l'ordre de l'Armée. Elle est le symbole de la défaite allemande qui avait fait de la région de Verdun son objectif principal.
Les soldats sont relevés le 30 octobre et repartent à l'instruction en prévision des futures batailles qui les attendent. On réaménage le terrain d'exercices en conséquence et, le 11 décembre, le régiment est de retour avec pour objectif la prise du village de Louvemont-Côte-du-Poivre. Le 15 décembre 1916 à 10 heures, l'assaut est lancé. Comme à Douaumont, zouaves et tirailleurs conquièrent une à une les tranchées ennemies malgré le feu des mitrailleuses. Des centaines de soldats ennemis se rendent. En deux heures, la crête est conquise et les positions allemandes réduites au silence. Il faut encore tenir la position malgré le froid qui cause de nombreuses gelures aux pieds. Le 20 décembre, les combattants sont enfin relevés laissant 71 tués, 1 141 blessés et 73 disparus. Le régiment est à nouveau cité à l'ordre de l'Armée, ce qui lui donne droit au port de la fourragère aux couleurs du ruban de la Croix de Guerre.

#### Offensives du Chemin des Dames

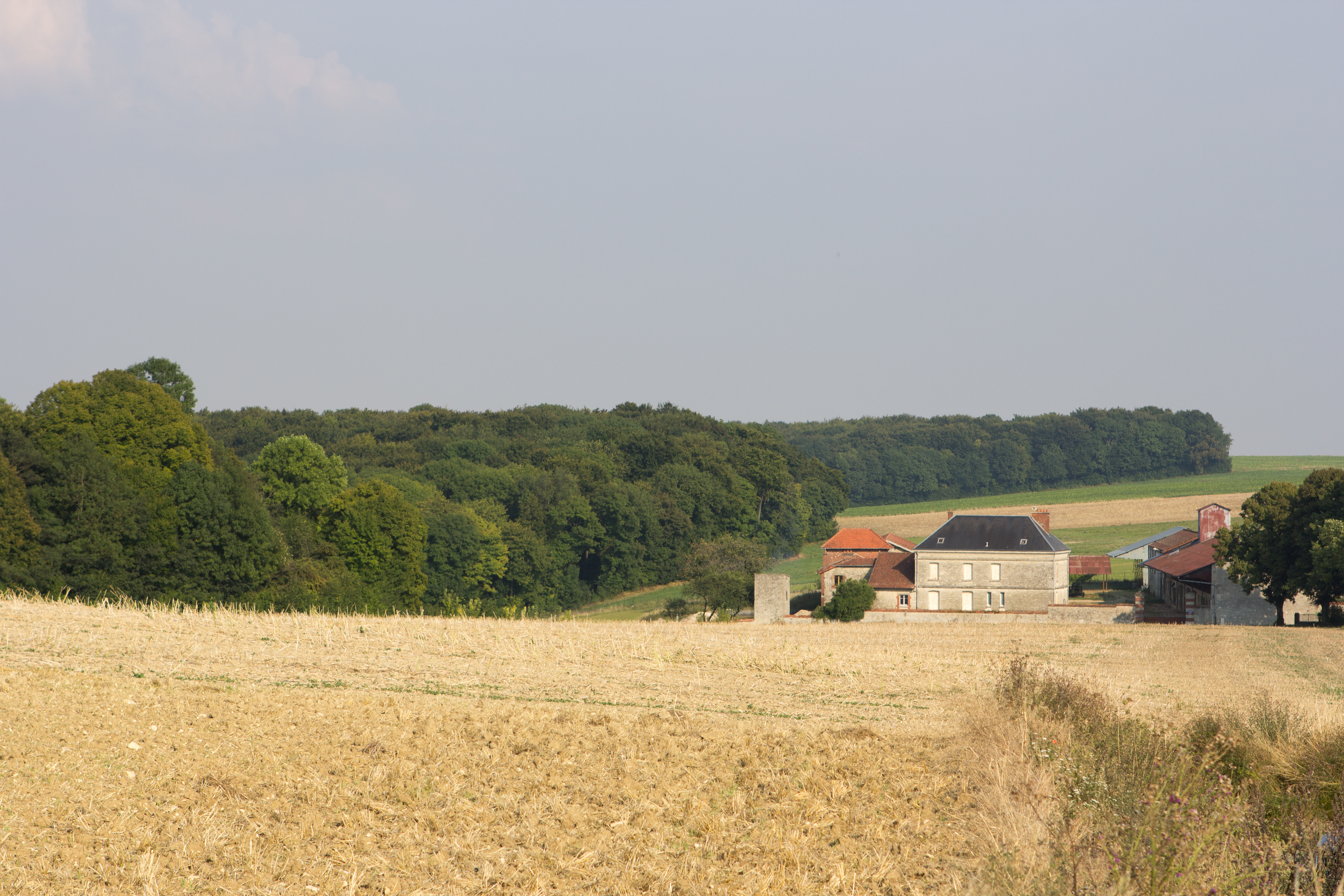
Ferme d'Hurtebise en 2013.

En attendant de pouvoir reconstituer les effectifs, le régiment est envoyé au repos pendant quelques jours avant de gagner son nouveau secteur après trois semaines de marche sous la neige. En avril 1917, il arrive à proximité de Laon qu'on espère reconquérir. Une grande offensive allant de Coucy-le-Château jusqu'à Reims est en effet planifiée. Le 16 avril, l'assaut est lancé : le 4e RMZT doit intervenir en soutien mais l'attaque est repoussée sur tout le front. Seule la Ferme d'Hurtebise a été conquise, ce qui déclenche une violente contre-attaque allemande le 25 avril pour reprendre cette position. Tirailleurs et zouaves combattent au corps à corps pour conserver cette position. Sur le point d'être submergés, les renforts leur permettent de repousser les assaillants mais les pertes sont lourdes. En dix jours, on compte 55 tués, 436 blessés et 265 disparus.
Jusqu'au 29 juin 1917, le régiment reste dans le secteur, alternant périodes de récupération et occupation des tranchées où les combats et les bombardements font rage. Ils sont alors évacués sur Montreuil-aux-Lions puis sur Lassigny pour y reprendre l'entraînement. Le 14 juillet, une délégation du régiment défile à Paris lors de la fête nationale en compagnie des autres régiments qui se sont distingués depuis le début de la guerre.
Du 21 août jusqu'au 8 septembre, le régiment retourne sur le front dans le secteur calme de Vailly-sur-Aisne puis repart à l'instruction en prévision de la prochaine offensive. Comme à Verdun, l'entraînement se fait sur un terrain reproduisant le prochain champ de bataille. Le 23 octobre, ils sont en position pour l'attaque ayant pour objectif la prise du village de Chavignon. L'assaut est lancé à 5 h 15. La première ligne de tranchées est atteinte au bout de trente minutes et complètement conquise trois heures plus tard. À 11 heures, les combattants sont devant le village sous le feu des mitrailleuses. Les maisons doivent être conquise une à une mais, à midi, la victoire est totale au prix de 118 tués, 680 blessés et 45 disparus. Le régiment reçoit là sa troisième citation à l'ordre de l'Armée.

#### Offensives de 1918

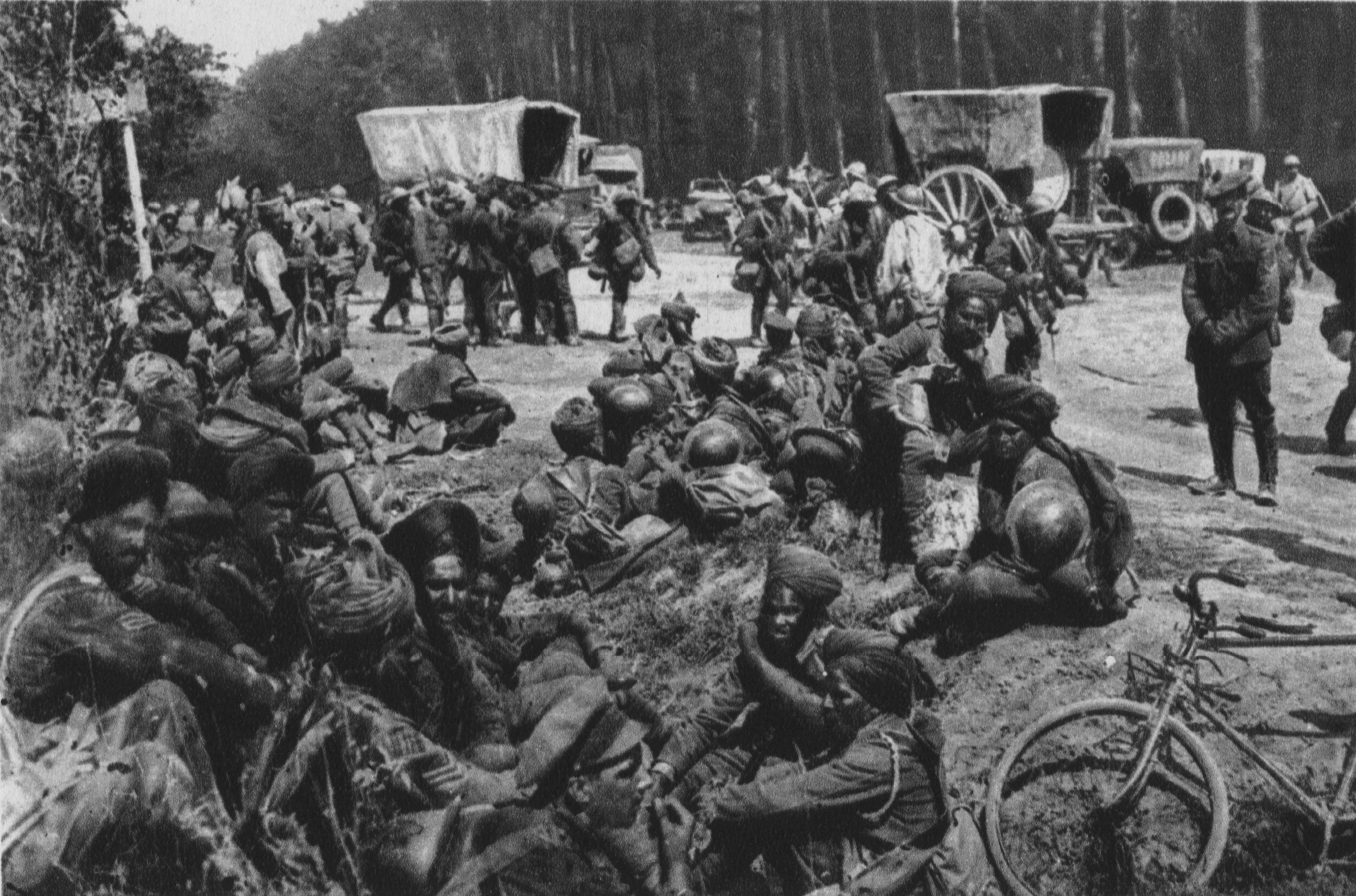
Concentration de troupes dans la forêt de Villers-Cotterêts avant la contre-attaque.

Le régiment est relevé le 30 octobre. Il faut former les nouvelles recrues qui viennent combler les fortes pertes des derniers combats et on en profite également pour renforcer les lignes de défense. L'attaque allemande de mars 1918 marque le retour dans la zone de combats. Le 28 mars, tirailleurs et zouaves sont devant Roye-sur-Matz, où ils affrontent les troupes allemandes qui ont percé le front. Jusqu'au 1er avril, ils parviennent à repousser toutes les offensives ennemies permettant aux autres unités alliées de tenir leurs positions et d'éviter l'encerclement. Une nouvelle citation vient récompenser le régiment qui a perdu 54 tués, 302 blessés et six disparus. Cette quatrième citation entraîne l'attribution de la fourragère aux couleurs du ruban de la Médaille militaire.

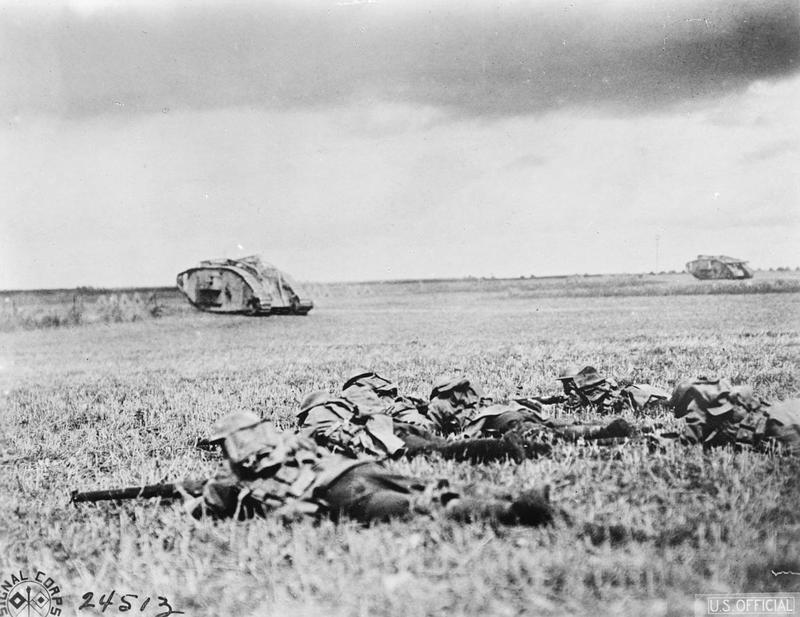
Utilisation de tanks pendant l'offensive.

Le 18 avril, le 6e bataillon du 4e régiment de zouaves est dissous et ses soldats répartis dans d'autres corps d'armée. Le régiment ne comprend plus alors que des éléments du 8e RTT. Le 9 mai, il rejoint le front et occupe le secteur de Pontoise-lès-Noyon. Le 24 mai, les tirailleurs doivent faire face à une vigoureuse attaque allemande. Le village de Sempigny est détruit par l'artillerie et les soldats ennemis tentent de franchir l'Oise avant de renoncer face à la vigueur de la défense. Le régiment est relevé le lendemain laissant 13 tués, 61 blessés et huit disparus.
Dès le 1er juin 1918, il doit repartir au combat en soutien au régiment d'infanterie coloniale du Maroc qui tient le secteur de Nampcel. Jusqu'au 10 juin, le bombardement et les attaques ennemies sont incessants. On se bat au corps à corps dans le village de Hesdin mais les tirailleurs tiennent bon. Le 10 juin, l'offensive allemande est lancée. Les lignes françaises sont enfoncées et les tirailleurs doivent se replier sur Bailly pour ne pas être encerclés mais la ligne de défense reconstituée tient le choc. Lorsque la relève arrive le 11 juin, 43 tués, 322 blessés et huit disparus manquent à l'appel.

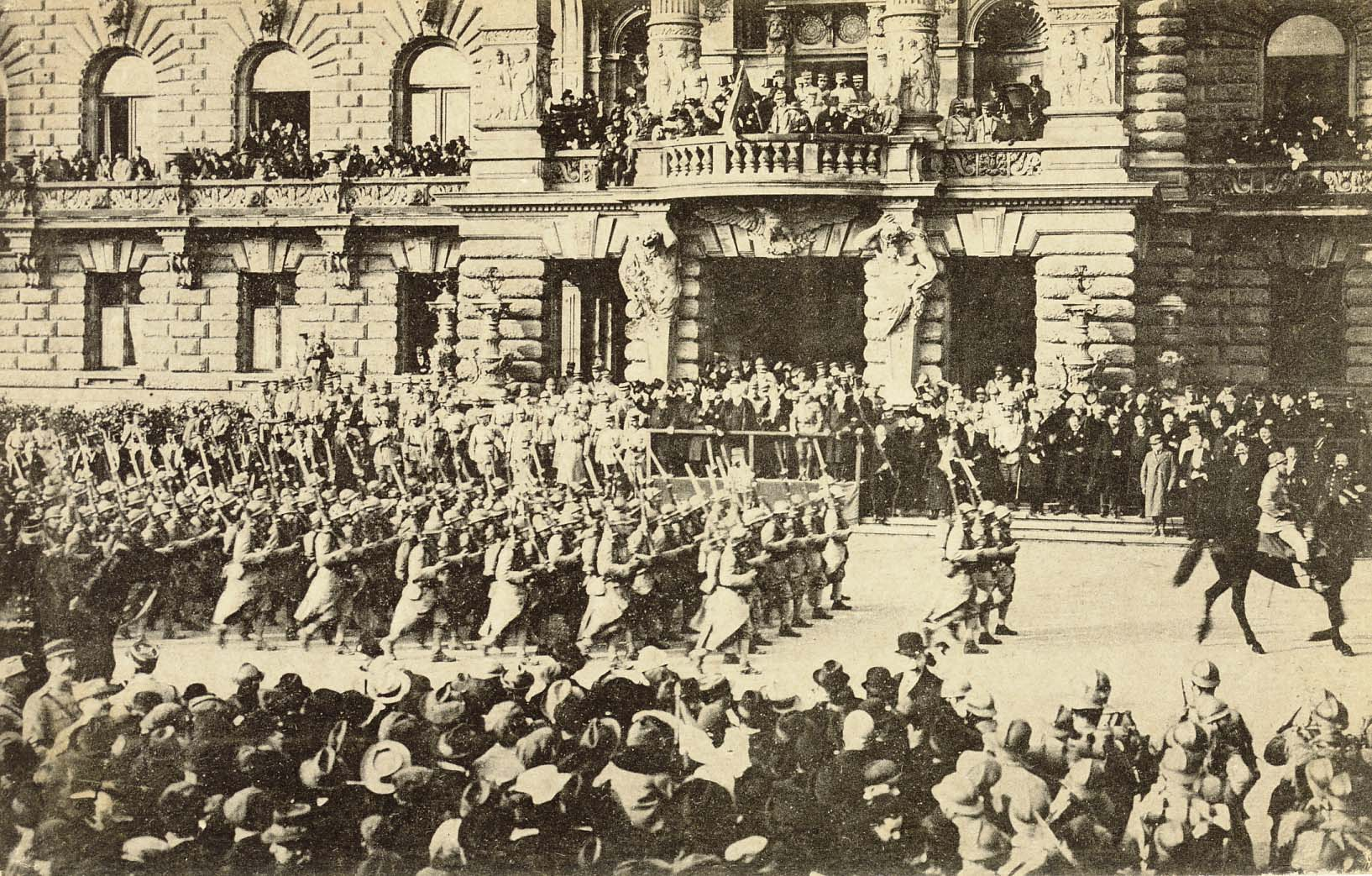
Entrée de l'armée française à Strasbourg le 22 novembre 1918.

Après un mois de repos, le régiment rejoint le front dans la forêt de Villers-Cotterêts le 16 juillet. L'offensive est prévue pour le 18 juillet 1918 en coordination avec une division américaine et avec le soutien de nombreux tanks, nouveaux venus dans le conflit. Le jour dit, après un bref barrage d'artillerie, les tirailleurs se lancent à l'assaut des lignes allemandes totalement surprises. Les premières tranchées sont très vite submergées, les canons ennemis sont pris avant même que les artilleurs aient eu le temps de les mettre en batterie. Les tirailleurs viennent même au secours des soldats américains qui peinent à venir à bout d'un nid de résistance. À la fin de la journée, le régiment a progressé de plusieurs kilomètres. L'assaut reprend le lendemain mais est bloqué devant Parcy-et-Tigny, dont les défenseurs repoussent tous les assauts. Épuisé, le régiment est relevé le 23 juillet après avoir parcouru sept kilomètres, fait 950 prisonniers et perdu 700 hommes dont 82 tués. Ses exploits lui valent une cinquième citation.

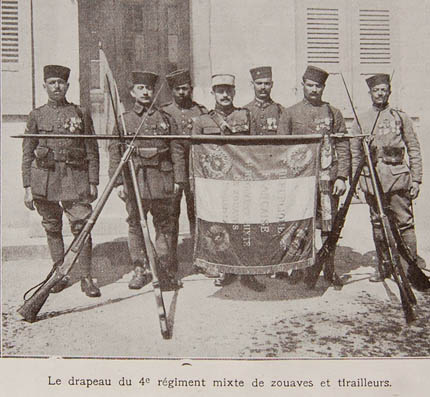
Drapeau du régiment orné de la fourragère rouge.

Après une brève occupation du secteur de Saint-Léger-aux-Bois, les tirailleurs sont dirigés sur le secteur de Carlepont où on espère reprendre le village aux ennemis, bien que les nouvelles recrues n'aient eu que peu de temps pour se former. L'attaque est lancée le 18 août 1918. La principale difficulté est due au relief du champ de bataille où les soldats allemands tiennent les crêtes. À la fin de la journée, la montagne des Rosettes est prise mais le reste du bataillon reste bloqué sur les pentes du Four à Verre. Il faut deux jours d'assauts incessants pour réduire cette position ennemie qui surplombe la région. La route est libre vers l'Oise qui est atteinte et traversée le 22 août. Les derniers points de résistance allemands sont réduits au silence l'un après l'autre jusqu'à la relève le 31 août. La sixième citation reçue par le régiment ne peut faire oublier les 48 tués, 863 blessés ou intoxiqués et les trois disparus mais cette citation entraîne l'attribution de la fourragère rouge que seuls quelques régiments d'élite ont obtenue. Le 4e RMZT est d'ailleurs le premier des trois régiments de tirailleurs tunisiens à l'obtenir.
Ce sont les derniers combats menés par les tirailleurs. Ils sont dans les Vosges quand ils apprennent que l'armistice est signé. Le 17 novembre, ils sont parmi les premiers à entrer en Alsace accueillis en libérateurs. Le 25 novembre, ils sont à Strasbourg où ils défilent devant le maréchal Philippe Pétain. Le 9 décembre, c'est devant le président du Conseil Georges Clemenceau, les trois maréchaux de France et les délégations du Sénat et de l'Assemblée nationale que les tirailleurs défilent dans Strasbourg, la capitale de l'Alsace. Mais on ne parle pas encore de démobilisation et, le 30 janvier 1919, le régiment franchit le Rhin au pont de Kehl pour aller s'établir en Allemagne en attendant la signature de la paix. Le 29 juin 1919, les tirailleurs peuvent enfin quitter leur cantonnement pour rentrer chez eux.

## Combats dans le Sud tunisien
La Tripolitaine n'est occupée par l'Italie que depuis 1911. Dès la déclaration de guerre en 1915, aidés par des officiers ottomans, les Libyens se soulèvent et chassent les Italiens de l'intérieur du pays. Ceux-ci se regroupent à Tripoli et Benghazi. Des unités italiennes traversent même la frontière avec la Tunisie pour échapper à leurs poursuivants. Enhardis par ces victoires, les combattants tentent de prolonger les combats en Tunisie.
La situation est en effet tendue depuis le début du conflit. Le Sud tunisien n'est « pacifié » que depuis 1901 et beaucoup de tribus n'attendent qu'un prétexte pour se soulever. Les premiers permissionnaires revenus des champs de bataille en Europe racontent l'enfer qu'ils y ont vécu, ce qui renforce la volonté d'échapper à la conscription par tous les moyens. Les réquisitions provoquent également le mécontentement des habitants alors que le cheptel est en forte diminution par suite d'un hiver très sec. De plus, l'entrée en guerre de l'Empire ottoman aux côtés des ennemis de la France laisse espérer une reconquête de la Libye toute proche. L'annonce de la déroute alliée lors de l'offensive sur les Dardanelles, le 25 avril 1915, est vue comme la preuve de l'invincibilité ottomane. Quant aux troupes d'occupation françaises, elles sont dirigées depuis mars 1914 par le général Charles Vérand qui reproche au gouvernement du protectorat de ne pas avoir répandu parmi les Tunisiens assez de crainte pour prévenir toute rébellion. Il va même jusqu'à couper le résident général des renseignements militaires pour « préparer la guerre civile à son insu ».
Malgré l'opposition des chefs de la confrérie des Sanoussi qui dirigent l'insurrection contre les Italiens, l'un de leurs lieutenants, Khalifa Ben Asker, soulève les tribus tunisiennes des Ouled Debbah et des Oudernas du Sud. Celui-ci, d'origine tripolitaine, avait trouvé refuge avec sa famille à Kébili en 1914 avant de rejoindre les insurgés libyens. En juillet 1915, il engage des pourparlers avec les militaires français pour faire libérer sa famille toujours internée à Kébili et pour obtenir l'accès des Tripolitains aux marchés tunisiens qui leur étaient interdits à la suite de la demande de l'Italie. Après l'échec des négociations, Ben Asker menace : « Nous vous ferons la guerre avec tous les gens de l'Islam, qui ne feront qu'un seul bloc. Veillez sur vous… Il est superflu d'insister. Salut ».
En septembre 1915, à la suite d'un accrochage avec une colonne de reconnaissance française, les insurgés attaquent le poste de Dehiba. Après une contre-attaque avortée, les défenseurs se contentent de résister au siège, les assaillants, au nombre d'un millier étant mieux armés qu'eux. Devant le danger, les postes très excentrés de Bir Pistor, Djenein et Fort Pervinquière sont évacués le 20 septembre. Remada est également attaqué, les combats mettant hors de combat la moitié des défenseurs avant que les renforts ne fassent fuir les attaquants. En représailles, des colonnes françaises sont « envoyées pour détruire les villages des rebelles et razzier leurs récoltes et troupeaux ».

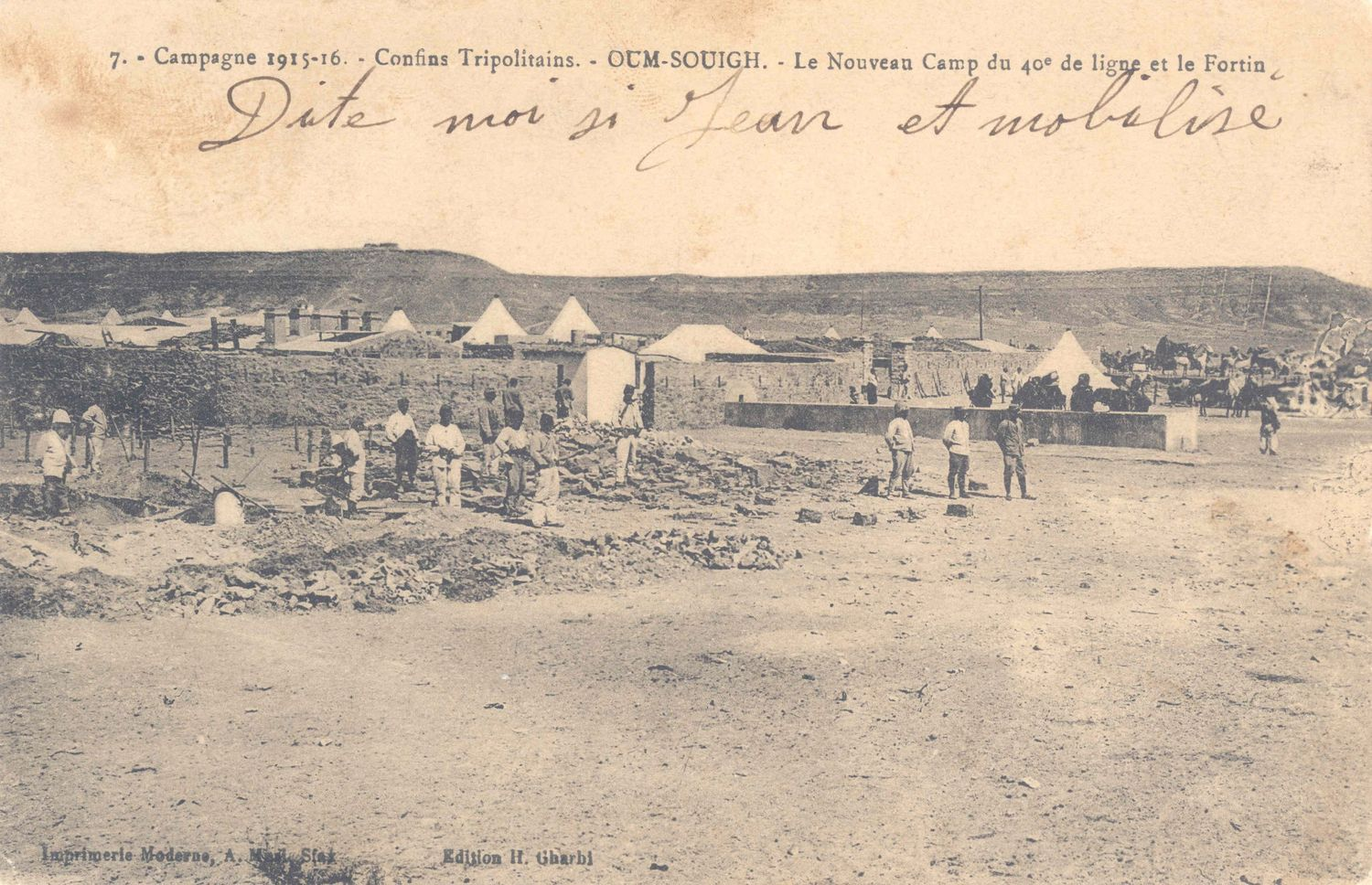
Poste militaire de Oum Souigh pendant les combats de 1915-1916.

Le 2 octobre, Ben Asker, auquel se sont joints le cheikh des Ouled Debbah, Ali Ben Abdelattif, et son frère El Hadj Saïd Ben Abdelattif, délégué à la Conférence consultative, attaque le poste de Oum Souigh à la tête de 3 000 combattants. La garnison française résiste pendant six jours, jusqu'à ce qu'une colonne venue de Tataouine se porte à son secours. Les insurgés sont vaincus et les deux frères Abdelattif trouvent la mort dans les combats.
Le résident général, Gabriel Alapetite, obtient le renvoi du général Vérand qu'il soupçonne d'avoir provoqué les premières escarmouches en septembre 1915. Il est remplacé par le général Jules Alphonse Adrien Chailley dès novembre 1915 puis par le général Lucien Alix en avril 1916.
Les combats reprennent le 4 mars 1916 quand le poste de Bir Kecira est attaqué en vain. Le 19 juin, c'est à nouveau Dehiba qui est bombardé par l'artillerie de Ben Asker qui a récupéré deux canons italiens. Devant la résistance de la garnison, les combattants tournent leurs efforts sur Remada qui est assiégé. Une première colonne de secours est « presque complètement détruite ». Il faut attendre l'arrivée de la troisième colonne pour que les hommes de Khalifa soient mis en déroute le 28 juin. Les combats ont coûté la vie à 158 tués ou disparus du côté français.
Pour éviter tout risque de surprise, une escadrille d'avions est installée à Tataouine. Leurs patrouilles permettent de repérer les déplacements des troupes ennemies. C'est pendant l'une d'elles que le lieutenant-colonel Le Bœuf trouve la mort, donnant son nom au Bordj le Bœuf. On les utilise également pour bombarder la base tripolitaine des insurgés à Nalout au moyen d'obus et de gaz asphyxiants.
Les garnisons qui avaient compté jusqu'à 15 000 hommes au plus fort des combats sont peu à peu réduites pour ne plus compter que 8 000 hommes à la fin du conflit. Il y a encore quelques escarmouches en 1917 et 1918 mais la fin de la guerre met un terme à ces combats qui auront coûté la vie à 784 soldats français et tunisiens, auxquels il faut ajouter 1 548 morts de maladie et 264 blessés. Quant aux insurgés, ils ont laissé des « centaines de morts » sur chaque champ de bataille auquel il faut ajouter les prisonniers « fusillés instantanément sans un murmure ».
La plupart des « dissidents » passés en Tripolitaine pendant l'insurrection rentrent au pays après avoir reçu l'aman mais ils ne récupèrent pas pour autant leurs biens séquestrés qui sont vendus. Devant le manque d'acquéreurs, il faut attendre jusqu'en 1927 pour liquider tous ces biens.
Des lettres retrouvées après le conflit révèlent que l'officier ottoman qui secondait Khalifa Ben Asker pendant les combats n'est autre qu'Omar Guellaty, parent proche d'un membre du mouvement des Jeunes Tunisiens, Hassen Guellaty. Après enquête, aucune charge n'est retenue contre ce dernier même si son nom a souvent été cité par les chefs de l'insurrection.
À la fin de la guerre, la famille de Ben Asker, retenue en otage à Douz, est libérée et peut rejoindre le chef militaire. Mais ce dernier est mal vu des chefs Sanoussi à qui il a désobéi en attaquant les postes français en Tunisie. Il est livré aux Italiens qui le pendent,.

## Autres champs de bataille

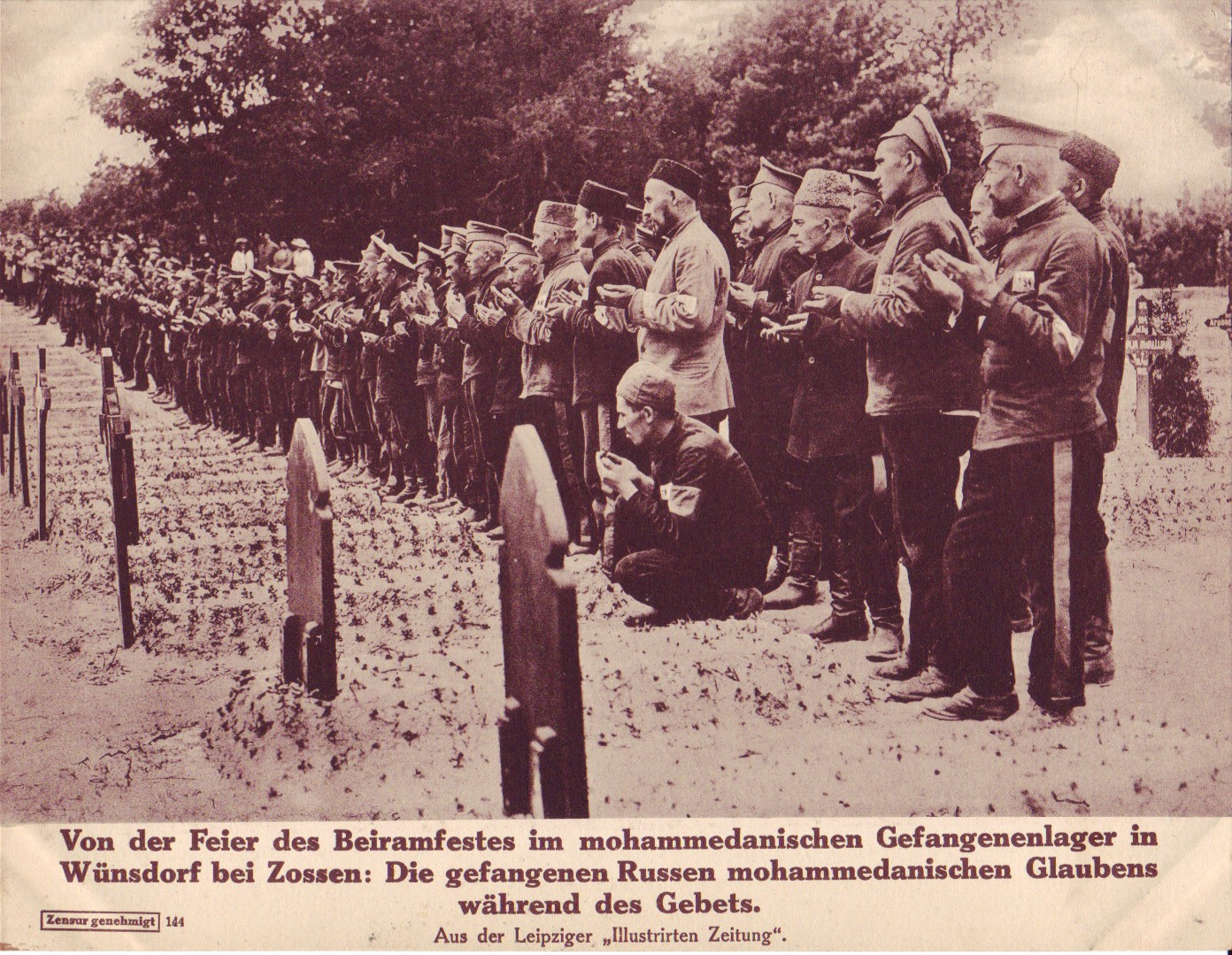
Prisonniers musulmans en prière au camp de Wunsdorf.

Outre les champs de bataille français, marocains et tunisiens, 8 000 soldats tunisiens accompagnent les 18 000 soldats français qui participent à la campagne d'Orient.
Sur le front, les prisonniers musulmans faits par les Allemands sont séparés des autres militaires et envoyés dans un camp spécial à Wunsdorf, près de Zossen, dont l'encadrement est constitué par des officiers parlant l'arabe ; on compte autour de 4 000 internés en 1916. Ils y subissent une préparation psychologique pour les inciter à s'enrôler dans l'armée ottomane. Un rapport de l'ambassade d'Espagne en Allemagne, daté du 3 mars 1918, fait état d'une visite d'un diplomate le 2 novembre 1917 au camp de Wunsdorf : il y rencontre 110 Tunisiens, 172 Algériens et 33 Marocains ; le surplus, soit 2 900 hommes, est évacué en Roumanie.
Les Tunisiens faits prisonniers en Turquie sont également traités différemment des Français. Les conventions de 1913 entre la France et l'Empire ottoman ayant été dénoncées, tout Tunisien est considéré comme sujet ottoman et enrôlé de force dans l'armée ottomane.

## Situation en Tunisie pendant la guerre
En 1914, la situation agricole est inquiétante dès le mois d'avril par suite de sécheresse ; on n'avait point connu un tel fléau depuis 25 ans. Les prêts accordés aux agriculteurs créent des situations de surendettement qui alimentent la tension ambiante. Il faut attendre les bonnes récoltes de 1916 et 1917 pour que la situation économique se redresse malgré tous les travailleurs partis se battre.
La déclaration de guerre entraîne la proclamation de l'état de siège et la censure de nombreux titres de presse. Le 15 octobre 1914, le sultan ottoman proclame la guerre sainte dans tous les territoires musulmans mais sa proclamation n'a que peu d'écho en Tunisie. Les autorités beylicales comme religieuses assurent la résidence générale de leur fidélité à la France. Par ailleurs, le renforcement de la surveillance policière empêche les nationalistes et les nombreux sympathisants du sultan ottoman de faire entendre leur voix.
La Tunisie sert aussi de base arrière aux combats. On ouvre des hôpitaux pour soigner les blessés évacués du front d'Orient. La base de Bizerte sert d'escale pour tous les navires en route vers le front des Dardanelles. Des sous-marins allemands coulent des transports de troupes et des bateaux de pêche dans le golfe de Syrte. Ainsi en novembre 1915, un paquebot français est torpillé au large de Bizerte tuant seize officiers et 725 soldats en plus de l'équipage.

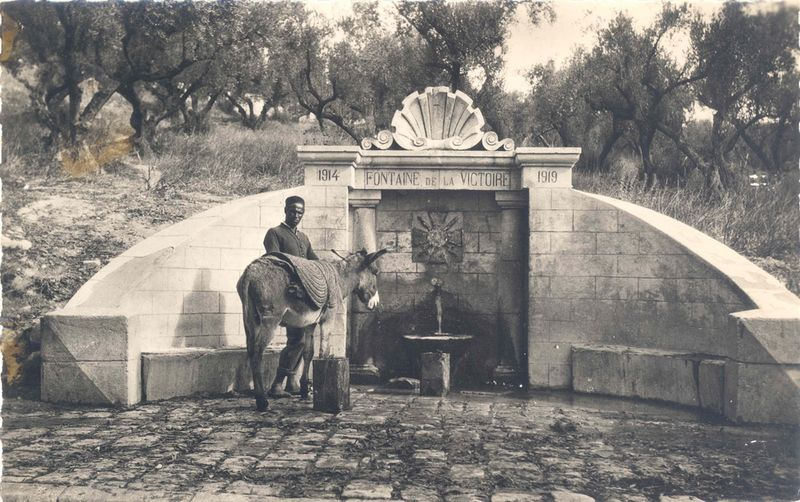
Fontaine de la Victoire au Kef.

Les nouvelles du front ne font qu'aggraver le mécontentement tunisien. Les désertions se multiplient et les permissionnaires disparaissent à la fin de leur congé.
En août 1917, on s'en prend aux Tunisiens israélites qui échappent à l'enrôlement. On leur reproche d'avoir tiré profit de la situation en prêtant de l'argent à toutes ces familles qui ont souffert de la sécheresse de 1914 ou qui ont dû emprunter pour payer le remplacement d'un mobilisé. Des tirailleurs pillent des boutiques juives à Tunis et Sousse. Le 27 août, c'est au tour de Sfax et de Kairouan de connaître des troubles similaires.
La démobilisation n'est pas la fête que l'on espérait. Elle ne prend fin que le 29 septembre 1919. Certaines troupes sont envoyées en Orient pour continuer les combats contre l'Armée rouge soviétique. Les morts tunisiens ont été nombreux et les rescapés découvrent bientôt que leur indemnité familiale est inférieure d'un quart à celle des Français qui ont combattu à leurs côtés. Ils espèrent obtenir des emplois en reconnaissance de leur sacrifice. Mais, en 1922, sur 11 587 demandes d'emplois civils, seuls 1 392 demandes sont satisfaites. Cependant, ce sont majoritairement des réformés qui en profitent et non des démobilisés.
Des Français se mobilisent contre ces injustices et, le 19 mars 1919, les pensions des soldats indigènes sont alignées sur celles des soldats français, à 779 francs. On tente de compenser toutes ces injustices en facilitant l'accès à la nationalité française à tous les soldats tunisiens. C'est le début de l'affaire des naturalisés qui permettra aux Destouriens de mobiliser la société tunisienne contre le protectorat français.

## Bilan des pertes humaines
| Catégories / Classes | Effectifs                       | Sous-totaux |
| --- | ------------------------------- | ----------- |
| Appelés des classes 1911, 1912, 1913, engagés et rengagés présents sous les drapeaux en 1914                                           | 11 989                          | 26 071      |
| Réservistes des classes 1901 à 1911 | 14 082                          | 26 071      |
| Appelés Classe 1914 Classe 1915 Classe 1916 Classe 1917 Classe 1918                                                                    | 2 825 2 423 2 611 10 696 13 202 | 31 757      |
| Engagés de toutes catégories Classe 1914 (à partir du 1er août) Classe 1915 Classe 1916 Classe 1917 Classe 1918 (jusqu'au 30 novembre) | 1 041 1 490 1 087 664 351       | 4 633       |
| Total des effectifs des soldats | 62 461                          | 62 461      |
| Travailleurs coloniaux réquisitionnés En 1917 En 1918                                                                                  | 10 532 3 784                    | 14 316      |
| Travailleurs coloniaux engagés En 1916 En 1917 En 1918                                                                                 |                                 | 10 126      |
| Total des effectifs des travailleurs coloniaux                                                                                         | 24 442                          | 24 442      |
| Effectif total fourni par la Tunisie                                                                                                   | 86 903                          | 86 903      |

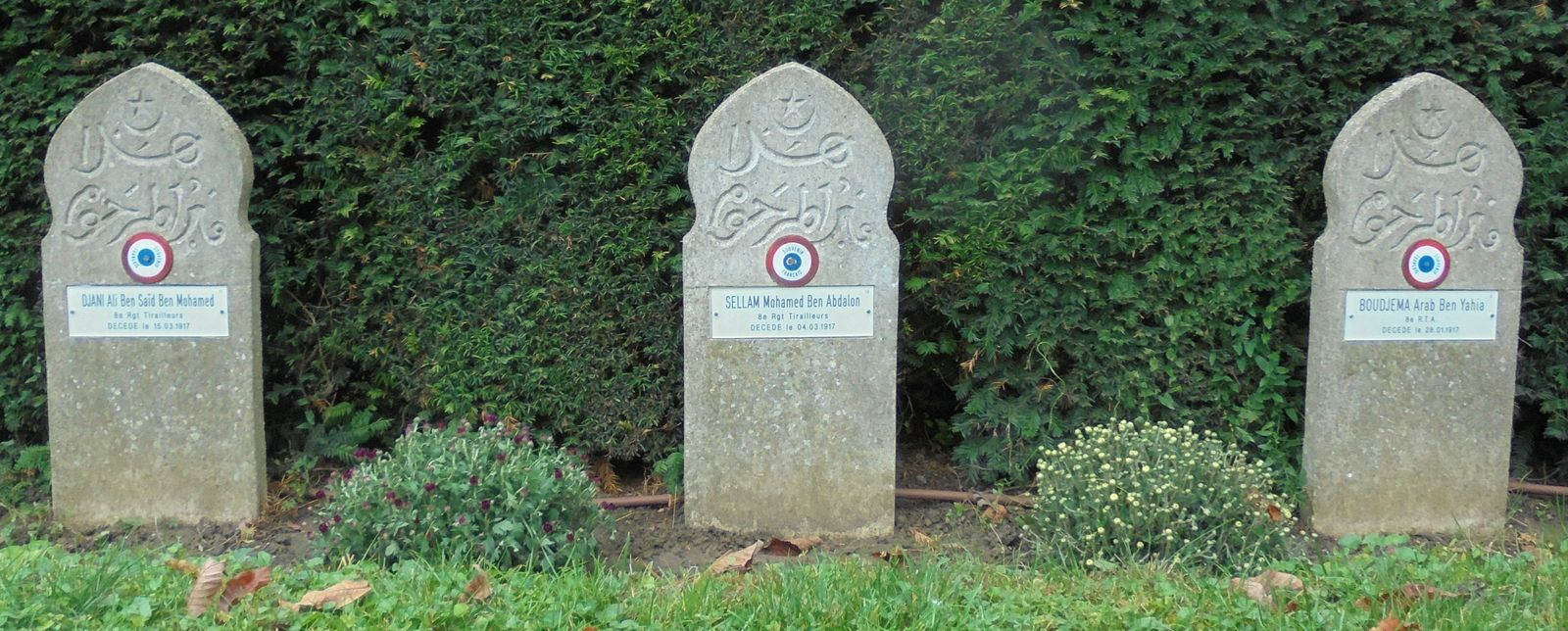
Sépultures de trois tirailleurs tunisiens au cimetière de Pantin.

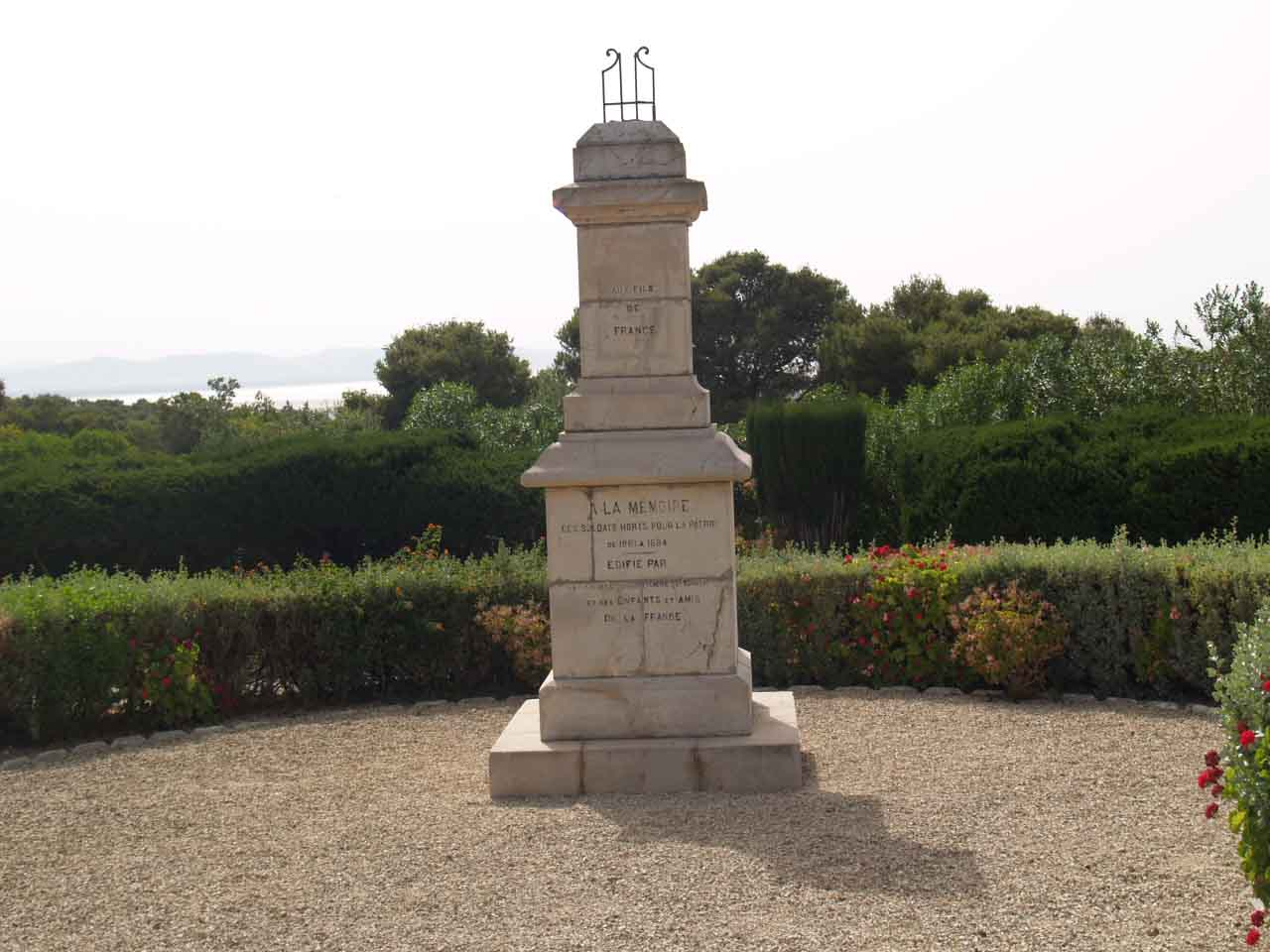
Monument aux morts d'Hammamet, déplacé au cimetière militaire de Gammarth.

Certains historiens chiffrent à 16 509 hommes les pertes tunisiennes pendant la Première Guerre mondiale en se basant sur une note du ministère français de la Guerre au résident général datée du 9 décembre 1936 mentionnant ce chiffre dans un dossier consacré aux règles de recrutement en Tunisie. Tous les autres ouvrages tombent d'accord sur des pertes évaluées entre 10 500,, et 10 723 hommes,. Ces estimations sont confirmées par l'Administration des anciens combattants qui recense 10 482 natifs de Tunisie (Français compris) morts pendant la période de la guerre. On ne connaît pas le nombre de blessés et mutilés mais 10 000 soldats tunisiens ont été réformés à la suite de leurs blessures.
Aucun décompte n'est fait pour les soldats français de Tunisie. Si on leur applique la même proportion de tués qu'aux Français de métropole (16,6 %), le nombre de tués serait d'à peu près 1 500. Quant aux Italo-Tunisiens mobilisés à partir de 1915, certains auteurs évoquent le chiffre de 800 morts au combat.
Il est tentant de comparer la mortalité entre les Français et les Tunisiens mais il faut garder à l'esprit que seules les classes tunisiennes 1901 à 1918 ont été mobilisées alors que les 7 935 000 Français qui ont été mobilisés provenaient des classes 1887 à 1918. De plus, les mobilisés français les plus âgés sont restés à l'arrière pour remplacer les jeunes partis au front. Les 1 325 000 soldats français morts pendant la guerre provenaient donc en majorité des classes 1901 à 1918 qui ont rassemblé 4 870 000 hommes, soit une proportion de 27,2 % de tués. En comparaison, les pertes tunisiennes représentent 17,2 % des soldats mobilisés, un pourcentage moindre qui peut s'expliquer par le fait que beaucoup de ces soldats ont combattu au Maroc et non en France.
Il est également intéressant de comparer la proportion des pertes humaines françaises et tunisiennes par rapport à la population mobilisable sur les classes 1901 à 1918 : 5 834 000 Français étaient mobilisables. Les 1 325 000 victimes représentent donc 22,7 % de cette génération. Quant aux soldats tunisiens, 10 723 ont perdu la vie pendant ce conflit pour une population mobilisable estimée à 261 000 hommes, soit une proportion de 4,1 %.
Bientôt, comme en métropole, des monuments commémoratifs sont construits dans les communes tunisiennes. La plupart sont détruits à l'indépendance du pays.

## Héritage
Les bouleversements induits par le conflit marquent le véritable début du mouvement national tunisien.
La défaite de l'Empire ottoman sonne le glas des espoirs de ses derniers partisans qui espéraient un soutien des armées du sultan pour la libération du pays. L'article 120 du traité de Sèvres signé le 10 août 1920 entre les Alliés et les mandataires du sultan Mehmed VI consacre ce renoncement en édictant que « la Turquie reconnaît le Protectorat de la France sur la Tunisie, et en accepte toutes les conséquences. Cette reconnaissance prendra date du 12 mai 1881. Les marchandises tunisiennes, à l'entrée en Turquie, seront soumises au même régime que les marchandises françaises ».
Les défaites de l'armée italienne en Libye suivies de l'autonomie accordée aux provinces libyennes persuadent les Tunisiens que les puissances occidentales ne sont pas invincibles. Même l'Égypte parvient à obtenir des concessions du gouvernement du Royaume-Uni qui finit par lui accorder son indépendance en 1922.
Les nationalistes tunisiens espèrent un soutien international lorsqu'il entendent parmi les quatorze points, énoncés le 8 janvier 1918 par le président des États-Unis Woodrow Wilson pour instaurer une paix durable dans le monde, la demande de prendre compte les intérêts des populations colonisées. Un mémoire reprenant les revendications tunisiennes est adressé au président américain en avril 1919 mais il n'obtient pas de réponse.
Le leader des Jeunes Tunisiens, Abdelaziz Thâalbi, part à Paris le 10 juillet 1919 pour y exposer les revendications de son mouvement à l'occasion de la conférence internationale qui s'y tient dès le 18 janvier. C'est à cette occasion qu'il rédige et publie La Tunisie martyre, un manifeste dénonçant à l'intention des dirigeants politiques français les injustices de la colonisation en Tunisie et réclamant la promulgation d'une Constitution.
Le livre connaît un tel retentissement qu'il persuade Thâalbi et ses amis de la nécessité de créer un parti pour fédérer toutes les énergies. Le Parti libéral constitutionnel dit Destour naît le 6 juin 1920.